# Спас-Деменская операция
Спас-Де́менская опера́ция — наступательная операция войск Западного фронта, проведённая 7—20 августа 1943 года с целью разгрома спас-деменской группировки противника. Была частью Смоленской наступательной операции 1943 года.

## Положение на Западном фронте к августу 1943 года
В начале августа 1943 года, войска фронта (генерал-полковник В. Д. Соколовский), действовавшие на спас-деменском направлении (5-я, 10-я гвардейская, 33-я, 49-я, 10-я, 68-я и 21-я армии, 5-й механизированный и 6 гвардейский кавалерийский корпуса, 1-я воздушная армия), занимали оборону на рубеже Мазово, восточнее Бахмутово, западнее Кирова.
Им противостояли основные силы 4-й полевой и часть сил 2-й танковой (с 17 августа — 9-й полевой) армий группы    «Центр» (генерал-фельдмаршал Г. Клюге). Противник имел прочную, глубоко эшелонированную оборону.
Замыслом советского командования предусматривалось: ударом 10-й гвардейской и 33-й армий севернее, а 10-й армией южнее Спас-Деменска прорвать оборону противника и во взаимодействии с 49-й армией окружить и уничтожить его спас-деменскую группировку. В последующем планировалось развивать наступление во фланг и тыл немецким войскам, действовавшим против Брянского фронта.
7 августа перешли в наступление войска 5-й, 10-й гвардейской и 33-й армий. Для ускорения прорыва, во второй день операции была введена в сражение из 2-го эшелона фронта часть сил 68-й армии и по одной дивизии 10 гвардейской и 33 армий.
9-10 августа противник перебросил к участку прорыва две пехотные и одну танковую дивизии с орловского направления. 10 числа был введён в бой 1-й батальон 588-го пехотного полка. Новые соединения противника продолжали прибывать и в последующие дни: 10 августа были введены в бой 2-й и 3-й батальоны 588-го пехотного полка, 557-й охранный батальон, 2-й пехотный батальон 131-й пехотной дивизии и подразделения 14 моторизованной дивизии. 12 сентября — части 8-й танковой дивизии; 13 сентября — части 9 танковой дивизии и подразделения 252-го пехотного полка 110-й пехотной дивизии; 14 сентября — части 5-й танковой дивизии; 15 сентября — части 20-й танковой дивизии; 16 сентября — 189-й запасной батальон; 17 сентября — части 211-й пехотной дивизии; 18 сентября — части 26-й моторизованной дивизии.
10 августа севернее Кирова нанесли удар войска 10-й армии и за двое суток продвинулись на глубину до 10 км, охватывая группировку противника с юга. Это вынудило немецкое командование начать 12 августа отвод своих войск из Спас-Деменского выступа. 13 августа бойцы 49-я армии, во взаимодействии с соединениями 33-й армии освободили город Спас-Деменск.
Преодолевая возрастающее сопротивление противника, к исходу 20 августа 1943 года, советские войска продвинулись на 30—40 км и вышли на рубеж Теренино, Земцы, Малые Савки, где временно перешли к обороне для подготовки нового прорыва.
В результате Спас-Деменской операции, войска Западного фронта нанесли врагу существенный урон, сковали в тяжелейших боях 23-й дивизии, в том числе 6 танковых и моторизованных, перегруппированных с других участков советско-германского фронта, главным образом с орловско-брянского направления.

### Стратегическое значение Спас-Деменского плацдарма
Спас-Деменский плацдарм к августу 1943 года являлся для немецкой армии символом былых успехов 1941 года. Боевые порядки 4-й полевой армии вермахта от площади Калужской заставы, на тогдашних окраинах Москвы, отделяли 250 километров. Военный аэродром «Шайковка» с бетонной ВПП представлял собой объект, имеющий стратегическое значение, как для Красной Армии, так и для немецкой стороны.
Важнейшими коммуникациями летней кампании 1943 года по-прежнему являлись: Варшавское шоссе и железные дороги Брянск-Вязьма, Сухиничи-Смоленск, с узловой железнодорожной станцией Занозная.

## Развитие событий в районе Спас-Деменска перед началом операции
Войска Западного фронта вышли на существующий к началу операции рубеж в марте 1943 года, в результате преследования противника, отходившего с Ржевско-Вяземского плацдарма.
После отхода германские войска прочно закрепились на линии Велиж — Ярцево — Дорогобуж — Спас-Деменск — западнее Кирова. Линия фронта была сокращена примерно вдвое, соответственно, уплотнились и боевые порядки частей.
В конце Ржевско-Вяземской операции, в марте 1943 года от немецкой оккупации были освобождены населённые пункты Спас-Деменского района: Высочки, Вязовня, Куркино, Милятинское лесничество, Наумово, Новое Петрово, Новые Лазинки, Старинки, Старые Лазинки, Чебыши, Шелехи и другие.
Немецкие авторы дают высокую оценку операции «Büffel» (Буйвол), которая позволила вермахту вывести свои части с Ржевско-Вяземского плацдарма организованно и с минимальными потерями. Однако, в своей книге, в главе «Танковое сражение под Лазинками и Дюками» Мартин Гарайс даёт совершенно иную картину завершения мартовского отступления:

Удручающе велики наши кровавые потери в результате многочасовых ближних боёв и контратак, и велико число жертв, раздавленных гусеницами танков… В рядах наступающих тут же образуются огромные бреши. Насмерть сражены возглавлявшие атаку командиры, прямо на бегу падают бойцы, погибают занявшие места офицеров фельдфебели. Из десяти пулемётных расчётов уже в течение одного часа в результате прямых попаданий 10-я рота 290-го полка потеряла восемь! Враг оказывает противодействие такой силы, что без временной приостановки атаки и перегруппировки нечего и думать о конечном успехе!— Мартин Гарайс. «История 98-й пехотной дивизии».
В то время как войска Калининского, правого крыла и центра Западного фронтов, прочно обороняясь на западном направлении, готовились к Смоленской наступательной операции, войска левого крыла Западного и Брянского фронтов 12 июля перешли в наступление на орловском направлении. Развивая успех, они к 30 июля вышли на рубеж: 10-15 км восточнее Жиздра — Хвастовичи — Карачев.
Успешное наступление Красной Армии на орловско-брянском направлении создало более выгодные условия для нанесения ударов на смоленском и рославльском направлениях.

Ночью 3 и 4 августа в тыловых районах группы армий «Центр» резко активизировались действия партизан. 4 августа, по данным группы армий «Центр», в её тылах было зафиксировано 4110 диверсий на железных дорогах, совершённых партизанами. На следующий день армады советских бомбардировщиков и истребителей совершали налёты на передний край и железнодорожные узлы в немецком тылу. На несколько часов в прифронтовой полосе полностью была выведена из строя телефонная связь— Эрл Земке «От Сталинграда до Берлина. Операции советских войск и вермахта. 1942—1945».

### Организация немецкой обороны

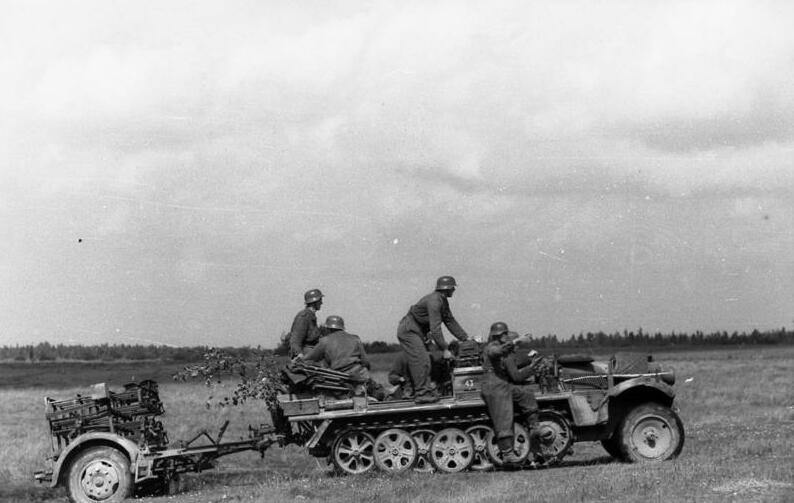
Немецкие солдаты на полугусеничном тягаче SdKfz 10 с реактивной системой залпового огня Nebelwerfer. Район Смоленска, 1943 год

Противник, готовясь к наступлению Красной Армии на смоленском и рославльском направлениях, продолжал совершенствовать свои оборонительные рубежи. Обустраивал их продолжительное время (до пяти месяцев, а на отдельных участках — до полутора лет). Используя благоприятные для организации прочной обороны условия местности, немцы создали мощные оборонительные позиции, состоявшие из пяти оборонительных полос, общей глубиной до 100—130 км.
Главную полосу немецкой обороны занимали пехотные дивизии, которые строили свой боевой порядок, как правило, в один эшелон. В районе Спас-Деменска пехотные дивизии обороняли полосу шириной 10—15 км. Артиллерия находилась между второй и третьей позициями, а иногда и за третьей позицией. Первая полоса проходила по рекам Угра и Снопоть; вторая — по левому берегу реки Ужа, западнее Ельни и далее по реке Десна; третья — по реке Устрой до Ново-Яковлевичей, далее: Новое Тишово — Старое Щербино — Стряна; четвёртая — по рекам Хмость и Волость. Подготовленные в оперативной глубине обороны полосы к началу наступления заняты не были, но немецкое командование намеревалось в случае необходимости заполнить их отступающими войсками и резервами.
В глубине обороны противник располагал развитой сетью железных и шоссейных дорог. Большое значение для перевозок и снабжения войск имели узловые станции и пункты — Смоленск и Рославль. Расходившиеся от этих узлов в различных направлениях дороги обеспечивали перевозки войск и грузов из тыла, манёвр вдоль фронта. Первостепенное значение имела рокадная железная дорога Смоленск — Брянск.
Тем не менее, в высшем военном командовании и Генеральном штабе понимали недостаточность усилий по возведению оборонительных сооружений на Восточном фронте. Генерал Гейнц Гудериан в своих мемуарах отмечал:

Слабость обороны нашей пехоты перед лицом все увеличивающейся массы русских танков привела к огромным потерям.— Г. Гудериан «Воспоминания немецкого генерала».
Строительство немецких оборонительных позиций русскими женщинами, насильно под вооружённой охраной согнанных в концлагеря, описал в своём романе «Непрощённая» известный русский писатель Альберт Лиханов:

Немолодой немец в грязных, как и у полицая, сапогах, строительный, наверное, начальник невысокого чина, объяснял, часто повторяя слово «эскарп». Как и «шпагат», это были явно немецкие слова. Похоже, это укрытие для орудия, догадывалась Алёнушка. А раз окоп этот длинный, на много метров, то для множества орудий. Ещё она подумала: «Ох, и стрельба будет!». Вот и пришла война-то. Вернее, их пригнали к войне. В лесочке ничего для жизни людей не было. Кого-то направили отрыть ямы для туалетов, строить деревянные будки. Всех мужчин, даже старших, заставили сооружать бараки — это уже подальше, за пару сотен метров, поглубже в лес. Через день-другой стали водить колоннами на ночёвку в эти бараки. А утром — к эскарпу. Ночевали на деревянных полатях, без всяких подстилок и подушек. Мыться было негде, только умывались, прямо из вёдер, которые наставили как попало. Быстро появились вши. Женщины стали просить помывку.— А. Лиханов «Непрощённая».

## Силы сторон

### Группа армий «Центр»
Немецкое командование сосредоточило против советского Западного фронта крупные силы в составе 3-й танковой, 4-й полевой армий и часть сил 2-й танковой армии, имевших в своём составе 23 дивизии (в том числе танковую). 18 пехотных дивизий находились в первом эшелоне, остальные в оперативном резерве. 18-я моторизованная дивизия находилась в резерве командующего 4-й немецкой армией. Немецкие дивизии по численному составу в два раза превышали советские.
Из состава группы армии «Центр» в Спас-Деменской наступательной операции советским войскам противостояли 14-я, 36-я, 131-я, 158-я, 260-я, 267-я, 268-я, 321-я, 342-я пехотные дивизии, 2-я танковая дивизия и другие части. 1—6 августа 1943 года с орловского направления были переброшены 56-я пехотная дивизия в район Гнездилово и 36-я пехотная дивизия в Павлиново. В дальнейшем переброска войск из резервов продолжалась.
Район Чащи, Теренино, Лукино, Павлиново обороняла 268-я немецкая пехотная дивизия. Её состав был типичен для немецкого соединения того времени: два пехотных полка (третий пехотный полк, понёсший большие потери, в декабре 1942 года был расформирован), артиллерийский полк, противотанковый артиллерийский дивизион, разведывательный эскадрон, батальоны связи и сапёрный. Участок Карновка — Лукино (ширина около 10 км) до 2 августа оборонял один пехотный полк. 2 августа 1943 года противник уплотнил боевой порядок, введя в стык 268-й и 260-й пехотных дивизий на участке Александрово — Лукино (фронт 5 км) ещё один пехотный полк. В резерве в районе Жданово находился учебный батальон.
Интересными и поучительными оказались судьбы немецких командующих:
Генерал-фельдмаршал Гюнтер Ханц фон Клюге, возглавлявший группу армии «Центр», в дальнейшем руководил обороной во Франции (группа армии «Д»), оказался косвенно задействованным в заговоре против Гитлера, покончил с собой при невыясненных обстоятельствах отравившись или ему в этом «помогли» фашистские спецслужбы.
Генерал пехоты Курт фон Типпельскирх, командующий 12-й армейским корпусом попал в авиационную катастрофу, выжил, в конце войны сдался в плен англичанам. Стал военным историком, написал знаменитую книгу «История Второй мировой войны».
Генерал пехоты Карл фон Офен, командир 56-й пехотной дивизии, затем командующий 43-м армейским корпусом, прожил долгую и счастливую жизнь. Он не был судим Нюрнбергским трибуналом и дожил до 86 лет. Однако немецкие исследователи не так давно нашли в архивах сообщение его подчинённого командира 1-го отряда 156-го артполка о том, что Карл фон Офен одобрил расстрел своими подчинёнными 186 мирных жителей деревни Хацунь, в том числе 60 детей в возрасте от 2 до 10 лет.
Из сообщения о реализованной 25 ноября 1941 года «ответной мере» в деревне Хацунь в районе Брянска:

В то время как группа Эйлеманна прикрывала южный район и производила зачистку окрестностей, лейтенант Хефель от старшего лейтенанта Эйлеманна получил приказ расстрелять жителей, так как они поддерживали нападение в предыдущий день, а также скрывали оружие в этот день.
Были расстреляны: 68 мужчин, 60 женщин.
Так как у большинства детей был средний возраст от 2 до 10 лет, было решено не предоставлять их самим себе. По этой причине все дети были расстреляны. Их было 60…— Замечания командира 56-й пехотной дивизии генерал-лейтенанта Карла фон Офена (выдержки)

### Западный фронт
Боевой состав войск Западного фронта, участвующих в Спас-Деменской наступательной операции включал в себя 39 стрелковых дивизий шести армий. Стрелковые соединения были усилены танковыми, артиллерийскими, сапёрными частями, кавалерией и авиацией. 
Главный удар наносился силами 10-й гвардейской, 33-й, 68-й и 21-й армий, 5 механизированным и 6 гвардейским кавалерийским корпусами. Протяжённость прорыва — 16 км. Общее направление удара на Рославль. Для содействия успеху операции намечалось наступление части сил 10-й армии на Оболовку и Воронцово с целью возможного окружения Спас-Деменской группировки противника. Западному фронту ставилась задача продвинуться на глубину 180—200 км и выйти на рубеж Ярцево — Починок — Рославль — Дубровка.
Крупная перегруппировка войск на направлении главного удара позволила создать высокую плотность огня. Стрелковые дивизии занимали 2-2,5 км на участке прорыва. До 165 орудий и миномётов удалось сосредоточить на 1 км фронта. 1-я и 3-я воздушные армии обеспечивали авиационную поддержку.
Наступающие войска были обеспечены 2—2,5 боекомплектами основных видов боеприпасов, что было явно недостаточно для быстрого прорыва обороны противника. К началу операции имелось всего лишь 1,3 заправки автобензина. Инженерные войска проделали проходы в минных полях, обеспечили наступающих проходимыми дорогами, переправами, командными и наблюдательными пунктами.
Несмотря на принятые меры по маскировке подготовки к наступлению, немецкому командованию удалось установить направление главных ударов Красной армии и усилить свою оборону.
Наступлению главных сил Западного фронта предшествовала разведка боем, которая установила систему огня и первые линии обороны противника. Однако, были выявлены далеко не все огневые точки, так крупный узел обороны немцев — высота 233,3 (Гнездиловская) не была достаточно разведана.

## Боевые действия в районе Спас-Деменска

### Взламывание немецкой обороны на участке прорыва (7—11 августа)
Ранним утром 7 августа 5-я, 10-я гвардейская, 33-я и 21-я армии в течение 1 часа 50 минут провели артиллерийскую подготовку по переднему краю противника. В 6:30 вслед за огневым валом пошли в бой 56-я (Колобутин, Анатолий Иванович) и 65-я (Виноградов, Александр Ефимович) гвардейские стрелковые дивизии. 15-й гвардейский стрелковый корпус в составе 30-й и 85-й гвардейских стрелковых дивизий наступал севернее направления главного удара. 22-я гвардейская стрелковая дивизия (Панишев, Григорий Иванович) находилась во втором эшелоне, за боевыми порядками 19-го гвардейского стрелкового корпуса. 29-я гвардейская стрелковая дивизия (Стученко, Андрей Трофимович) находилась в резерве 10-й гвардейской армии.
Войска 33-й армии (Гордов, Василий Николаевич) своей ударной группировкой в составе 160-й (Зарако-Зараковский, Болеслав Францевич), 164-й (Ревякин, Василий Андреевич) и 42-й (Мультан, Николай Николаевич) стрелковых дивизий перешли в наступление на Верховье, Куркино.
21-я армия во втором эшелоне принимает непосредственное участие в артиллерийском наступлении в секторе 33-й армии. Для этой цели артиллерийские и миномётные части 21-й армии были переподчинены командующему артиллерией 33-й армии.

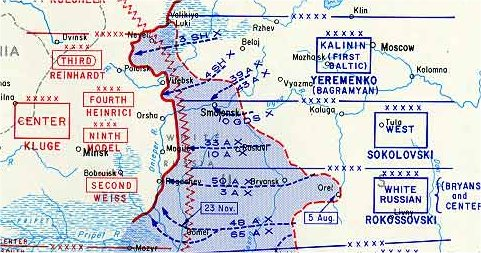
Карта Смоленской операции 1943 года

Штабом Западного фронта перед командованием 10-й гвардейской армии была поставлена задача: к исходу 7 августа выйти на рубеж железной дороги Ельня — Спас-Деменск. Эта боевая задача была выполнена в ночь с 12 на 13 августа. Пятому механизированному корпусу было приказано к исходу 8 августа форсировать реку Десну, что было осуществлено только через месяц, к середине сентября.
Эшелонированность и укреплённость немецкой обороны армейскими штабами Западного фронта была недооценена, тем не менее, уже в первый день наступления были сделаны оргвыводы: командующий армией «за медленное продвижение» частей 65-й гвардейской стрелковой дивизии отстранил командира гвардии полковника Виноградова А. Е. от командования дивизией. Командование 65-й гвардейской стрелковой дивизии принял на себя полковник Дмитриев Яков Иванович, в биографии которого мы читаем:

Части дивизии успешно действовали при прорыве обороны немцев в районе Каменка и Гнездилово, отличились в боях за ст. Павлиново…—  Великая Отечественная: Комдивы. Военный биографический словарь.
Перед фронтом наступающих войск противник, занимая сильно укреплённую полосу обороны со сплошными минными полями, траншеями в несколько линий, проволочными заграждениями в несколько рядов, ДЗОТами, ДОТами с бронеколпаками, оказывал упорное сопротивление, в том числе, в районе высоты 233,3 (Гнездиловской), ставшей позднее знаменитой.
В боевых приказах корпусам 10-й гвардейской армии на 7 августа мы не видим указаний о штурме высоты 233,3. Проблема с этим опорным пунктом противника выявилась лишь в ходе наступления.
Противник, оказывая упорное сопротивление, ввёл в бой дополнительно часть сил 2-й танковой и 36-й пехотной дивизии. К исходу 7 августа войска ударной группировки Западного фронта продвинулись вперёд на 2—5 км.
Авиаразведкой установлено, что противник перебрасывает значительное количество войск с других направлений для усиления Спас-Деменской группировки.

По приказу представителя Ставки Воронова семь советских армий перешли в наступление на левом фланге Западного фронта в направлении на Спас-Деменск и Ельню. Целью наступления было захватить Рославль и расстроить немецкую оборону на рубеже «Хаген».
На следующий день русские наращивали авиационные удары. Количество партизанских операций также возросло. Телефонная связь была нарушена на значительной части фронта группы армий «Центр». Было парализовано движение на многих участках железной дороги— Эрл Земке: «От Сталинграда до Берлина»
.

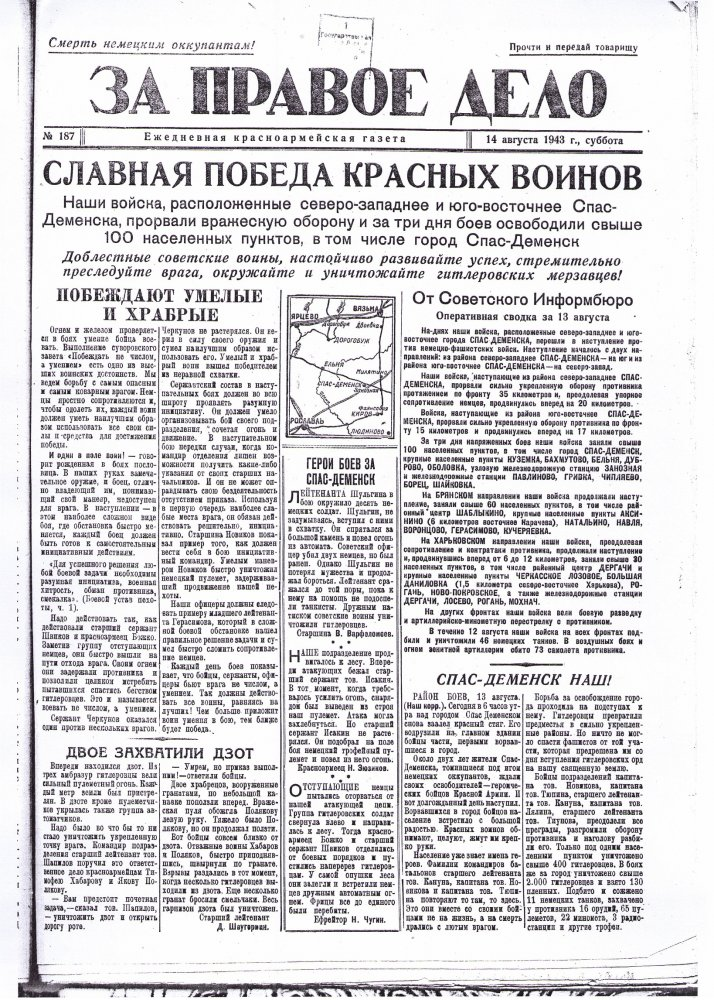
Газета «За правое дело» от 14.08.1943

Второй день сражения начался в 8:00 с артподготовки и атаки в 8:30 по всему фронту. Встык между 85-й и 56-й гвардейскими дивизиями были введены свежие 192-я (Меттэ, Алексей Павлович) и 199-я (Пояров, Василий Яковлевич) стрелковые дивизии 68-й армии.
Командование 10-й гвардейской армии ввело в бой 22-ю гвардейскую стрелковую дивизию (Панишев Григорий Иванович). 222 стрелковой дивизии (Грызлов Фёдор Иванович) 33-й армии была поставлена задача к исходу дня, во взаимодействии с 58-м танковым полком овладеть участком железной дороги Могильное — Капустное.
Противник ввёл в бой 36-ю, 56-ю пехотные и 2-ю танковую дивизии, переброшенные с Орловского направления.
56-я гвардейская стрелковая дивизия после упорного боя овладела Кошелики, Делягино и Дворище (север), которое вплоть до 10 августа неоднократно переходило из рук в руки. 65-я гвардейская стрелковая дивизия с 119-м танковым полком, овладев Веселуха, вела тяжёлые бои с пехотой и танками противника в районе высоты 233,3 (Гнездиловской). 222-я стрелковая дивизия освободила Зюзики и Лазки, а 164-я стрелковая дивизия — Хотиловку. 160-я стрелковая дивизия окружила опорный пункт противника в д. Слузна.
9 августа. Немецкие войска продолжают упорно обороняться, стремясь не допустить советские войска к железной дороге Спас-Деменск — Ельня. Тем не менее, глубина прорыва достигла 7 км при ширине до 23 км. Наступающие вышли на рубеж Массолы, восточнее Жданово, Дюки.
10 августа. Командование 10-й гвардейской армии ввело в бой 29-ю, 56-ю гвардейские стрелковые дивизии, части которых овладели Делягино (южное). К исходу четвёртого дня сражения части 10-й гвардейской армии полностью заняли высоту 233,3 (Гнездиловскую).
10-я армия силами 290-й, 247-й и 330-й стрелковых дивизий прорвала оборону противника на участке Острая Слобода — Верхняя Песочня шириной до 9 километров и с боями продвинулась вперёд до 5 километров, форсировав реку Болва.
По показаниям пленных потери в немецких войсках составили более половины личного состава.
11 августа. Пятый день боёв стал переломным в Спас-Деменской наступательной операции: взятие высоты 233,3 (Гнездиловской) оказало решающее значение для прорыва частями 10-й гвардейской армии немецкой обороны. Освобождены: Надежда, Гнездилово, Харламово, Красная Поляна и Жданово (северное), превращённые противником в важнейшие узлы своей обороны. Рухнула первая линия обороны 4-й полевой армии вермахта.
В ночь на 12 августа разведывательная группа 29-й гвардейской стрелковой дивизии, действовавшая к югу от Гнездилово, напала на автомашину противника и уничтожила семь гитлеровцев, троих захватила в плен. Пленные, принадлежавшие 9 роте 118 пехотного полка 36-й пехотной дивизии, показали, что в середине дня 11 августа, 3 батальон 118 пехотного полка был введён в бой в районе Надежда с задачей контратаковать наши части и выбить их из траншей западнее Надежда. Контратака батальона была неудачной, и он отступил в Гнездилово. До контратаки в этом батальоне было 130 человек, после контратаки оставалось 70—80 человек .
10-я армия за два дня боёв овладела 15-ю населёнными пунктами и продвинулась до 7 км на левом фланге, до 8 км — в центре и до 4 км — на правом фланге. Дополнительно в бой введены 371-я и 139-я стрелковые дивизии с 94-й танковой бригадой. В наступлении участвуют пять дивизий: 139-я, 247-я, 290-я, 330-я и 371-я.

### Штурм высоты 233,3 (Гнездиловская)
Гнездиловская высота штурмовалась 8 и 9 августа частями 22-й гвардейской стрелковой дивизии совместно с 23 танковой бригадой, но немецкими контратаками они были остановлены у подножья высоты. Непосредственно на высоте 233,3 оборонялся один батальон 480-го пехотного полка 260-й дивизии вермахта с 7-10 танками и штурмовыми орудиями.
В полосе наступления Красной Армии действовали 3 артиллерийские и 3 миномётные батареи немцев. Кроме того, противник привлекал огонь 2-х артиллерийских батарей с флангов. 10 августа после 50-минутной артподготовки в 8:50 части 22-й гвардейской стрелковой дивизии вновь пошли в наступление на высоту. В 15:10 к штурму высоты подключились бойцы 29 гвардейской стрелковой дивизии. Немцы продержались до 22:20, но после решительного штурма части 22-й гвардейской стрелковой дивизии, совместно с приданным ей 1-м штурмовым инженерно-сапёрным батальоном, были уничтожены. Красноармейцы сбили противника с высоты и закрепились на ней.
Журнал боевых действий 1 штурмовой комсомольской инженерно-сапёрной бригады свидетельствует:

1 штурмовой инженерно-сапёрный батальон от заместителя командующего войск Западного фронта генерал-лейтенанта товарища Галицкого получил боевое задание: совместно с 1 учебной ротой 5 штурмового инженерно-сапёрного батальона атаковать высоту 233,3 при поддержке артиллерии, выбить сильно укрепившегося там противника, занять высоту и закрепиться на ней до подхода пехоты.
К 20:00 часам 10.8.1943 г. батальон и 1 учебная рота сосредоточились на исходных позициях у высоты 233,3 и внезапным штурмом при поддержке артиллерии после жестоких рукопашных схваток ворвались в траншеи противника, выбили его с высоты 233,3 и к 23:30 часам 10.8.1943 г. закрепились на высоте.
В течение ночи с 10 на 11 августа и днём 11 августа противник при поддержке авиации, танков и артиллерии предпринял 8 яростных контратак, но был отброшен от высоты с большими для него потерями.
В бою за высоту 233,3 сапёры-штурмовики уничтожили более 300 солдат и офицеров противника. Захвачены в плен: 5 унтер-офицеров, 2 обер-ефрейтора и 2 ефрейтора.— ЦАМО ф. 30391, оп. 1, дело 27, кор. 10607. с.16—27.
Интересные подробности штурма высоты 233,3 приведены в «Книге памяти Калужской области. Калужские рубежи» и книге И. П. Галицкого.

### Прорыв главной оборонительной полосы (12—13 августа) и освобождение Спас-Деменска
12 и 13 августа 1943 года стали триумфальными днями РККА. Пять дней жестоких боёв обескровили немецкие войска, оборонительные сооружения были разрушены, создалась реальная угроза выхода советских войск на тыловые коммуникации группировки противника, находившейся в спас-деменском выступе. Командование вермахта было вынуждено начать спешный отвод войск.
10-я гвардейская армия, освободив Харламово, Гранкино, Гнездилово (южное), Максимово, Жданово (южное), Вишнёвку, Екатериновку, форсировала реку Демина и вплотную подошла к железной дороге Спас-Деменск — Ельня. 33-я армия, обнаружив отход противника, немедленно перешла в наступление, освободив в течение дня 9 населённых пунктов. Преследуя отходящего противника, неоднократно переходящего в контратаки, подошла к Спас-Деменску.
В ночь с 12 на 13 августа разведка фронта установила отход противника, и по приказу командующего В. Д. Соколовского 49-я армия с 4:00 утра начала преследование отступающих немецких частей. В течение дня 13 августа армия с боями продвинулась на 25 км и совместно с частями 33-й армии освободила город Спас-Деменск. В Спас-Деменске противник оставил 162 вагона с продовольствием, горючим, лесоматериалами и разным военным имуществом, три паровоза и два вагона с ранеными.
13 августа 10-я гвардейская армия в течение дня освободила 8 населённых пунктов: Павлиново, Горки, Новый Путь, Козловка, Клюшки, Ново-Успенское, Слепцы, Оселье и вышла за пределы Спас-Деменского района фронтом на Вава — Теренино. Потери армии за день составили убитыми: 177 человек, ранеными: 653 человека. 65-я гвардейская стрелковая дивизия за семь дней боёв потеряла убитыми и ранеными 75% личного состава. 21-я армия силами 62-й стрелковой дивизии (командир — Ефремов Василий Владимирович) в результате стремительного наступления заняла Горбачи, Лог, Берёзово. 33-я армия, освободив в течение дня 25 населённых пунктов, вышла на рубежи севернее Добрица, Шевцы, Бураки, Болва, Гридино, роща юго-восточнее Спас-Деменска.
В результате напряжённых боёв 33-я армия, прорвав сильно укреплённую полосу противника, разгромила части 268-й, 260-й, 56-й, 267-й, 262-й и 131-й пехотных дивизий, 36-ю моторизованную дивизию, две танковые дивизии, учебный батальон 4 полевой армии вермахта, 735-й сапёрный батальон, уничтожила свыше 8 тыс. солдат и офицеров противника и большое количество техники.
Показаниями пленных установлено, что обороняющиеся части понесли огромные потери в живой силе и технике, в некоторых ротах, имевших до начала операции по 100—120 человек, осталось в строю не более 30—50 человек.
Перед войсками 10-й армии первоначально держали оборону три немецкие пехотные дивизии, что создавало выгодные условия для наступления. Армии были приданы четыре стрелковые дивизии, танковая бригада, а также 5-й механизированный корпус. В результате ожесточённых боёв к 13 августа армия углубилась в расположение противника до 16 км на правом фланге, до 21 км в центре и до 7 км на левом фланге, освободив от противника 38 сёл и деревень. Передовые отряды 10-й армии вышли на Варшавское шоссе.
Немецкое командование перебросило на Западный фронт ещё пять дивизий из района западнее Орла и Жиздры, из них три танковые. Таким образом, против кировской ударной группировки советских войск была создана тактическая плотность до четырёх километров на одну дивизию.

### Боевые действия на промежуточном рубеже Шевцы — Дарна (14—15 августа)
14 августа 21-я армия, силами 61-го стрелкового корпуса (62-я и 119-я стрелковые дивизии), в течение дня штурмовала Потапово, Лога, высоту 233,1. Потапово и Лога переходили из рук в руки, но удержать их не удалось, а высота 233,1 осталась в руках советских войск.
33-я армия силами 144-й, 222-й, 277-й и 42-й стрелковых дивизий атаковала опорные пункты противника в населённых пунктах: Добрица, Речица, Приветок, Ключи. 222-я стрелковая дивизия овладела с боем: Шевцы, Митино, Гороховье. 227-я стрелковая дивизия заняла Капустное, Сельцо, Дарна, Приветок. 160-я и 164-я стрелковые дивизии во втором эшелоне.
Стрелковые дивизии 49-й армии, наступая вдоль Варшавского шоссе, отбили у врага: 146 стрелковая дивизия — Гридино, 58-я стрелковая дивизия совместно со 148-й отдельной армейской штрафной ротой — Ново-Александровское, 338-я стрелковая дивизия — Верхуличи, Свиридово. В районе Верхуличи захвачен продсклад, — муки до 250 тонн, хлеба до 30 тонн, соли до 30 тонн.
В первом эшелоне 10-й армии 371-я, 247-я, 290-я, 139-я, 326-я, 385-я, 330-я и 64-я стрелковые дивизии, во втором эшелоне — 344-я и 49-я стрелковые дивизии. За день боёв освобождено 10 населённых пунктов.
15 августа 21-й армии сломить сопротивление противника в течение дня не удалось, и продвижение наших частей было незначительным.
33-я армия силами 144, 222, 160, 277 и 42 стрелковых дивизий после 30-минутной артподготовки в 12:00 атаковала передний край обороны противника. 164-я стрелковая дивизия во втором эшелоне. 277-я стрелковая дивизия была контратакована и после упорного боя оставила Приветок. Потери армии за 15 августа: убито — 353, ранено — 847 человек.
58-я стрелковая дивизия 49-й армии к утру 15 августа овладела Лесково. Противник четырежды контратаковал с применением танков и заставил наши подразделения оставить Лесково. Ощущалась острая нехватка винтовочных патронов и артиллерийских снарядов.
10-я армия с начала операции освободила 46 населённых пунктов, продвинувшись на 12—30 км. Армия успешно отражает немецкие контратаки с применением танков и продолжает идти вперёд.

### Отход противника на линию «Хаген» (16—17 августа)

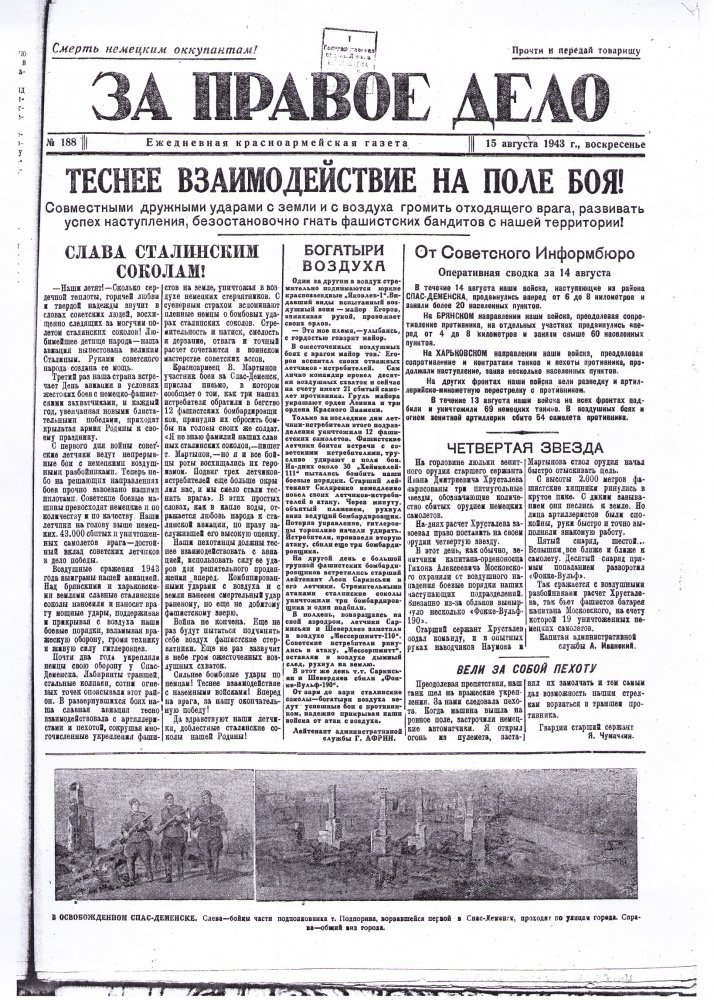
Газета «За правое дело» от 15.08.1943

16 августа 61-й стрелковый корпус (119-я, 51-я, 62-я стрелковые дивизии) 21-й армии в 2:30, в результате решительной ночной атаки овладел населёнными пунктами: Лога, Нестеры, Потапово. Многочисленными контратаками противнику удалось вернуть Нестеры, а Лога и Потапово остались в руках советских воинов. По показаниям пленных 267-я и 268-я немецкие пехотные дивизии разгромлены, из их остатков сформированы два сводных батальона: один численностью 240, а другой до 400 солдат и офицеров.
Отход 12 и 13 августа не решил для немецких войск проблему окружения: прорыв 10-й гвардейской армии на севере Спас-Деменского района вывел войска на расстояние 30 км западнее фронта противостояния в центре нашего наступления. С юга, со стороны Кирова, успешно продвигалась 10-я армия. Немцы, боясь окружения, в ночь на 16 августа продолжили отход в полосе 33-й, 49-й и 10-й армий на рубежи рек Луговица, Каменец, Снопоть.
144-я стрелковая дивизия 33-й армии овладела Добрица, Гусаровские Хутора, Есиная, Холмы, Чуваксино, Терпилово. 277-я стрелковая дивизия очистила от противника Каменка, Полозы, Приветок, Ломакино, Стаи, Карпово, Проходы, Маркино, Ивановка, Синьгаево. 42-я стрелковая дивизия освободила Стребки, Ключи, Дупельное, совхоз Пальково, Осиповка, Липовка, Каменка, Пузачево, Буда 2-я, Сутоки, Смородинка. 222-я стрелковая дивизия отбила у немцев Речица. Пленные немцы свидетельствуют о команде на постепенный отход к реке Десна.
49-я армия с 4:00 начала преследование отходящего противника, к 6:00 часам достигла рубежа Дупельное, Лесково, Крисилино, Тарьково, к 9:00 часам овладела Мамоново, Осиновка, Буда 1-я, Печки. К 15:00 часам овладели: 146-я стрелковая дивизия — Широкое, 58 стрелковая дивизия — северной частью Сутоки, 338-я стрелковая дивизия — Васильевка, Свет. Противник отошёл на рубеж реки Снопоть.
К исходу дня войска 10-й армии овладели: Понизовье, Старые и Новые Ближевичи, Земцы и ещё 12-ю населёнными пунктами за пределами Спас-Деменского района. Наступление сопровождалось яростными контратаками немцев с применением танков. Численный состав дивизий от 4118 (247-я стрелковая дивизия) до 7454 (344-я стрелковая дивизия) человек.
17 августа 1943 года 21-я армия силами 51-й, 62-й и 119-й стрелковых дивизий в 2:00 часа перешла в наступление в направлении Нестеры, Горки, однако из-за сильного огня противника и многочисленных контратак продвинуться вперёд не смогла.
144-я стрелковая дивизия (612-й стрелковый полк) 33-й армии стремительной атакой овладела Обирог, но противник при поддержке танков и самоходных орудий вновь захватил Обирог. Повторной атакой 612-й стрелковый полк восстановил положение, уничтожив до 40 солдат противника. 160-й стрелковая дивизия овладела Церковщина и северо-западная часть Снопот. 42-я стрелковая дивизия после упорного боя выбила противника из Кисели, но в результате сильной контратаки немцы вновь захватили деревню.
10 армия в 16:30 после двадцатиминутной артподготовки перешла в наступление по всему фронту. По показаниям пленных имеется приказ о дальнейшем отходе немецких войск на 15—20 км в западном направлении, в ротах осталось не более 60 человек, о резервах в ближайшем тылу информации нет.

Битва достигла своего апогея на второй неделе немецкого отступления. В. Модель предположил, что, если русские не сумеют прорваться на флангах рубежа «Хаген», они попытаются его обойти. Участок обороны 4-й армии был чрезмерно растянут. 13 августа армии советского Западного фронта захватили Спас-Деменск. Тогда Н. Н. Воронов приказал силами двух армий нанести удар встык между немецкими 3-й и 4-й танковыми армиями.
В тот день 9-я армия заняла участок обороны 2-й танковой армии и приступила к оборудованию отсечной позиции за рубежом «Хаген».
14 августа на позицию «Хаген» прибыли первые немецкие части. В течение трёх дней армия держала восточнее рубежа «Хаген» столько дивизий, сколько позволяла обстановка. В это время сапёры, а также русские рабочие обоих полов спешно работали над оборудованием позиции, которая всё ещё была далека от завершения. Вечером 17 августа на рубеж «Хаген» отошли последние немецкие части. Отход был выполнен на высоком уровне тактического мастерства. Однако оставалось только догадываться, сколько времени войска смогут удерживать позиции.— Эрл Земке: «От Сталинграда до Берлина»

### Завершающий этап операции (17—20 августа)

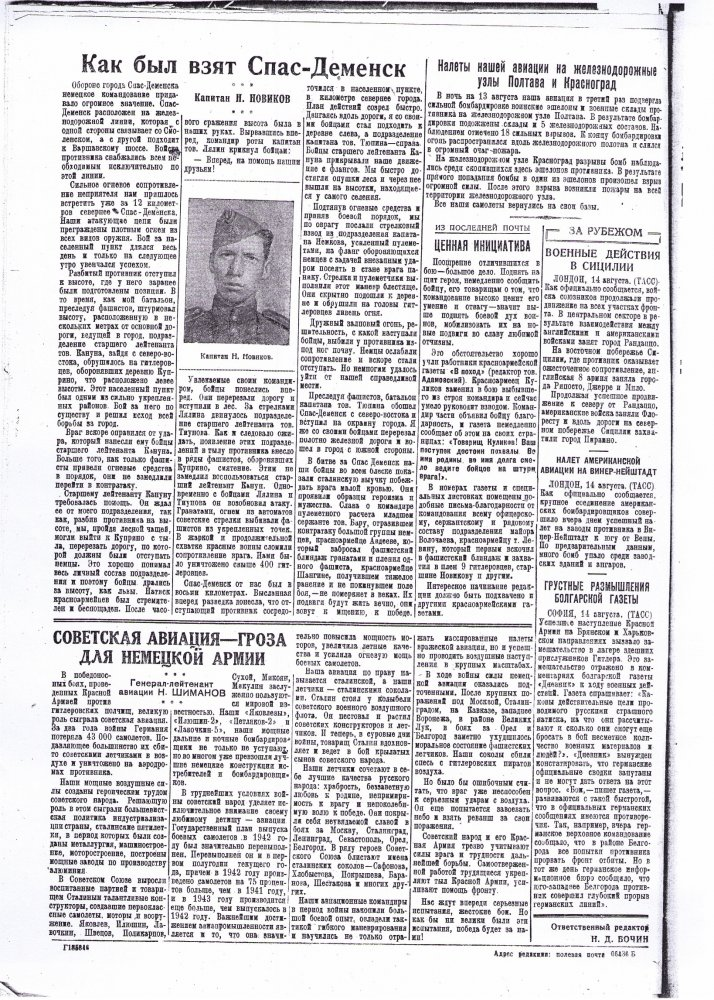
Газета «За правое дело» от 15.08.1943

18 августа 1943 года 21-я армия активных наступательных действий не предпринимала. Противник выпустил по позициям 21 армии за сутки до 3000 снарядов и мин. Огнём артиллерийских бригад, приданных 21 армии подавлено шесть вражеских артиллерийско-миномётных групп и разрушена огневая точка противника.
Боевым приказом штаба армии 244-й стрелковой дивизии 33-й армии поставлена задача овладеть 19 августа 1943 года высотой 243,2, а 70-й стрелковой дивизии — Гречище. Планирование наступательных операций работниками штаба в данном случае оказалось недостаточно обоснованным — высота 243,2 и Гречище были взяты лишь 30—31 августа. 70-я стрелковая дивизия с 16:00 часов вела бой за Соболи. Деревня неоднократно переходила из рук в руки. 160 стрелковая дивизия овладела Снопот.
Спас-Деменская наступательная операция началась со штурма знаменитой высоты 233,3 (Гнездиловской), завершилась она боями за менее известную, но не менее важную для наших войск высоту 243,2, на западном склоне которой раскинулась деревня Починок, а за речкой Иловец — Алфёрово. 144 стрелковая дивизия 33 армии получила боевой приказ совместно с 256 танковой бригадой и 55 Краснознамённым артполком атаковать противостоящего противника и овладеть высотой 243,2. В 16:00 часов передовой отряд дивизии при поддержке артиллерийско-миномётного огня атаковал передний край обороны противника, но встреченный сильным огнём, успеха не имел. 612-я и 785-я стрелковые полки в течение ночи вели усиленную разведку по направлению на Починок.
В журнале боевых действий 21 армии отмечено, что левый фланг обороны армии просматривался со стороны высоты 243,2, что даёт широкие возможности огневого противодействия нашим наступающим частям со стороны противника.
49 армия в 4:00 часа после короткой артиллерийской подготовки перешла в наступление. 146-я стрелковая дивизия овладела Суборовка, но, после многочисленных контратак противника при поддержке 10 танков, оставила деревню. Пять немецких танков были уничтожены.
19 августа в 10:00 часов после сорокаминутной артиллерийской подготовки 51-й и 62-й стрелковые дивизии 21-й армии, прорвав укреплённые позиции противника, освободили Матвеевщина, Горки и Нестеры. Гарнизоны в Горки и Нестеры (свыше двух батальонов пехоты) уничтожены. Противник нанёс в течение дня 12 бомбовых ударов по наступающим частям 21-й армии. В контратаках принимали участие до 40 немецких танков с пехотой.
33-я армия частями 70-й стрелковой дивизии до 4:00 часов овладела Соболи, 42-я стрелковая дивизия — Кисели. Противник силами 260-й и 267-й пехотных дивизий, учебного батальона 4-й армии, усиленных танковыми группами и самоходными орудиями, при поддержке 18 артиллерийских, 15 миномётных батарей, непрерывно воздействуя бомбардировочной авиацией, оказывал исключительно упорное сопротивление нашим наступающим частям. Авиация противника группами бомбила боевые порядки наших частей на всём фронте армии, за день отмечено 422 самолёта. Зенитной артиллерией сбито 9 самолётов.
144-я стрелковая дивизия в результате упорного боя овладела лесом юго-западнее Обирог и повела наступление на Починок. Немцы подвергли дивизию авиационной бомбардировке и с группой танков контратаковали, вынудив дивизию отойти к роще западнее Обирог.
10 армия перешла в наступление и овладела Липовка, Бучок, вост. окраина Горлачевка.
20 августа с 6:00 часов противник начал танковые контратаки. В результате ожесточённых боёв в 9:00—10:00 часов части 61-го стрелкового корпуса 21-й армии начали отходить, оставив Горки, высоту 244,3, Соколово, Семёновка. За советскими войсками остались Нестеры и Горские Хутора.
144-я стрелковая дивизия батальоном и учебной ротой в 14:00 часов перешла в наступление, овладела рощей юго-западнее Обирог, где захватила в плен пять немецких солдат, подбила два танка. Противник оказывал сильное огневое сопротивление из леса 1,5 км северо-восточнее Починок. Наблюдением установлено: в районе Починок скопление вражеской пехоты, в районе высоты 243,2 — танки. Высота неоднократно переходила из рук в руки. Штурм высоты 243,2 продолжался до 29 августа, когда 70-я стрелковая дивизия во взаимодействии со 42-й стрелковой дивизией отбросила противника от Починок, высоты 243,2 и заняла южную окраину Алфёрово.
28 августа 3-й инженерно-саперный штурмовой батальон майора Максима Ивановича Бахарева взял высоту 244.3 и занял населённые пункты Матвеевщина, Сычёво и Колодезь.
49-я армия за период 13—19 сентября 1943 года продвинулась в глубину на 33 км и освободила 124 населённых пункта. Уничтожено свыше 5300 солдат и офицеров противника. В завершении первого этапа августовской операции командующий армией приказал закрепиться на достигнутых рубежах, отрыть окопы, щели, оборудовать огневые позиции, организовать систему огня и противотанковую оборону.
10-я армия, закрепившись на достигнутых рубежах, отражала контратаки противника, огнём поражала обнаруженные цели. В 4:00 часа противник открыл сильный артиллерийско-миномётный огонь по боевым порядкам 385 стрелковой дивизии. В 4:45 часов силою до двух батальонов при поддержке 15 танков дважды контратаковал и к 7:20 часам овладел Липовка, Бучок.
Немецкие войска непрерывно контратаковали силами от батальона до полка при поддержке танков, самоходных установок, авиации. Боевая обстановка складывалась неблагоприятно для советских войск, части и соединения Западного фронта в эти дни вели борьбу с огромным напряжением, стремясь преодолеть возрастающее сопротивление подходивших резервов противника.
Ставка решила временно приостановить активные боевые действия, чтобы произвести перегруппировку, подтянуть тылы, подвезти боеприпасы.

## Итоги и оценки
За четырнадцать дней наступления войска Западного фронта прорвали оборону противника на Спас-Деменском направлении и продвинулись на глубину 35-40 км, освободили более 500 населённых пунктов и вышли на рубеж Теренино — Церковщина — Малые Савки. 
Сравнительно низкие темпы наступления давали противнику возможность своевременно занимать подготовленные рубежи в глубине обороны отходившими войсками и соединениями, прибывающими с других участков фронта. В то же время следует отметить, что основная задача первого этапа Смоленской операции по сковыванию в полосе фронта крупных сил противника, чтобы не дать ему возможность перебрасывать их на юго-западное, основное направление летней кампании, была выполнена. Более того, командование вермахта было вынуждено истощать свой резерв, снимать силы и средства с других направлений и вводить их в сражение против Западного фронта.
Успешно проведённая Спас-Деменская наступательная операция войск Западного фронта, как составная часть Смоленской стратегической операции, позволила подготовить удобный плацдарм для успеха Ельнинско-Дорогобужской и Смоленско-Рославльской операций. 30 августа 1943 года был освобождён город Ельня, а 1 сентября — Дорогобуж. К 12 сентября 1943 года советские войска вышли к реке Десна, 25 сентября взяты города Смоленск и Рославль. К началу октября 1943 года после разгрома многочисленных и хорошо укреплённых оборонительных линий противника была полностью освобождена Смоленская область и наши войска приступили к боевым действиям в Белоруссии.
Боевые действия войск выявили ряд недостатков в подготовке отдельных частей и штабов. Часть офицерского состава недостаточно усвоила природу боя и методы управления войсками при преследовании противника с последующим выходом на пути его отхода, окружением и уничтожением живой силы и техники и предпочитали атаки в лоб. Не всегда использовались выгодные положения вклинившихся в расположение противника подразделений для развития успеха. Взаимодействие внутри соединений и частей с соседями в ряде случаев было недостаточно организовано; в этих случаях наблюдались разрозненные действия частей. В некоторых частях огневые средства пехоты использовались неумело и недостаточно. В области планирования больше всего недостатков было в планировании боя в глубине обороны противника. Наконец, следует отметить недостаточное наблюдение за полем боя и изучение обстановки, а также недостаточные мероприятия по противотанковой обороне и закреплению достигнутых рубежей.

С отступлением на рубеж «Хаген», организованным Моделем, закончились события, имевшие прямое отношение к операции «Цитадель». Гитлер снова попытался заставить мир, затаив дыхание, следить за событиями на Восточном фронте. В результате он получил на Востоке потрясения такого гигантского масштаба, что в результате его армии были ещё больше ослаблены, а инициатива полностью перешла в руки русских. К тому времени, когда дивизии группы армий «Центр» занимали рубеж «Хаген», советские армии на южном участке фронта вновь пришли в движение. Летняя кампания была далека от завершения— Эрл Земке: «От Сталинграда до Берлина»
.

## Потери сторон

### РККА
Потери советских войск на Западном фронте в ходе Смоленской стратегической наступательной операции «Суворов» за период с 7 августа по 2 октября 1943 года составили 333 188 человек, из них безвозвратные — 79 539, санитарные — 253 649.
Боевые потери Красной армии во время Спас-Деменской операции составили 104 859 человека, из них убитыми — 25 152, ранеными — 79 234, пропавшими без вести — 473.
В «Книге памяти Калужской области» по Спас-Деменскому району учтены 18 воинских захоронений и братских могил, в которых захоронено более 16 390 воинов, в том числе 15 481 известных и более 909 неизвестных. 
| Потери Красной армии убитыми в ходе Спас-Деменской наступательной операции 7—20 августа 1943 года по журналу боевых действий войск Западного фронта. | Потери Красной армии убитыми в ходе Спас-Деменской наступательной операции 7—20 августа 1943 года по журналу боевых действий войск Западного фронта. | Потери Красной армии убитыми в ходе Спас-Деменской наступательной операции 7—20 августа 1943 года по журналу боевых действий войск Западного фронта. | Потери Красной армии убитыми в ходе Спас-Деменской наступательной операции 7—20 августа 1943 года по журналу боевых действий войск Западного фронта. | Потери Красной армии убитыми в ходе Спас-Деменской наступательной операции 7—20 августа 1943 года по журналу боевых действий войск Западного фронта. | Потери Красной армии убитыми в ходе Спас-Деменской наступательной операции 7—20 августа 1943 года по журналу боевых действий войск Западного фронта. | Потери Красной армии убитыми в ходе Спас-Деменской наступательной операции 7—20 августа 1943 года по журналу боевых действий войск Западного фронта. | Потери Красной армии убитыми в ходе Спас-Деменской наступательной операции 7—20 августа 1943 года по журналу боевых действий войск Западного фронта. | Потери Красной армии убитыми в ходе Спас-Деменской наступательной операции 7—20 августа 1943 года по журналу боевых действий войск Западного фронта. | Потери Красной армии убитыми в ходе Спас-Деменской наступательной операции 7—20 августа 1943 года по журналу боевых действий войск Западного фронта. | Потери Красной армии убитыми в ходе Спас-Деменской наступательной операции 7—20 августа 1943 года по журналу боевых действий войск Западного фронта. | Потери Красной армии убитыми в ходе Спас-Деменской наступательной операции 7—20 августа 1943 года по журналу боевых действий войск Западного фронта. | Потери Красной армии убитыми в ходе Спас-Деменской наступательной операции 7—20 августа 1943 года по журналу боевых действий войск Западного фронта. | Потери Красной армии убитыми в ходе Спас-Деменской наступательной операции 7—20 августа 1943 года по журналу боевых действий войск Западного фронта. | Потери Красной армии убитыми в ходе Спас-Деменской наступательной операции 7—20 августа 1943 года по журналу боевых действий войск Западного фронта. | Потери Красной армии убитыми в ходе Спас-Деменской наступательной операции 7—20 августа 1943 года по журналу боевых действий войск Западного фронта. |
| | 07.08 | 08.08 | 09.08 | 10.08 | 11.08 | 12.08 | 13.08 | 14.08 | 15.08 | 16.08 | 17.08 | 18.08 | 19.08 | 20.08 | ВСЕГО: |
| --- | --- | --- | --- | --- | --- | --- | --- | --- | --- | --- | --- | --- | --- | --- | --- |
| 5-я армия | 757 | 620 | 481 | 393 | 295 | 113 | 126 | 78 | 19 | 40 | 14 | 15 | 46 | 151 | 3148 |
| 68-я армия | - | 174 | 79 | 246 | 554 | 554 | 554 | 922 | 164 | 402 | 278 | 31 | 41 | 73 | 4072 |
| 10-я гв. армия | 451 | 880 | 1249 | 485 | 873 | 836 | 86 | 266 | 88 | 66 | 51 | 63 | 13 | 11 | 5418 |
| 21-я армия | - | - | - | - | - | - | 341 | 346 | 341 | 341 | 341 | 341 | 341 | 341 | 2733 |
| 33-я армия | 288 | 376 | 232 | 406 | 274 | 67 | 171 | 351 | 221 | 128 | 172 | 202 | 739 | 407 | 4034 |
| 49-я армия | 1 | - | 3 | 40 | 2 | 1 | 10 | 11 | 144 | 68 | - | 52 | 295 | 54 | 681 |
| 10-я армия | 3 | - | 288 | 288 | 464 | 490 | 234 | 580 | 269 | 287 | 438 | 214 | 188 | 164 | 3907 |
| 6-й гв. кав.корпус | - | - | - | - | - | - | - | - | 122 | - | - | - | 1037 | - | 1159 |
| ИТОГО: | 1500 | 2050 | 2332 | 1858 | 2462 | 2061 | 1522 | 2554 | 1368 | 1332 | 1294 | 918 | 2700 | 1201 | 25 152 |

| Потери Красной армии ранеными в ходе Спас-Деменской наступательной операции 7—20 августа 1943 года по журналу боевых действий войск Западного фронта.' | Потери Красной армии ранеными в ходе Спас-Деменской наступательной операции 7—20 августа 1943 года по журналу боевых действий войск Западного фронта.' | Потери Красной армии ранеными в ходе Спас-Деменской наступательной операции 7—20 августа 1943 года по журналу боевых действий войск Западного фронта.' | Потери Красной армии ранеными в ходе Спас-Деменской наступательной операции 7—20 августа 1943 года по журналу боевых действий войск Западного фронта.' | Потери Красной армии ранеными в ходе Спас-Деменской наступательной операции 7—20 августа 1943 года по журналу боевых действий войск Западного фронта.' | Потери Красной армии ранеными в ходе Спас-Деменской наступательной операции 7—20 августа 1943 года по журналу боевых действий войск Западного фронта.' | Потери Красной армии ранеными в ходе Спас-Деменской наступательной операции 7—20 августа 1943 года по журналу боевых действий войск Западного фронта.' | Потери Красной армии ранеными в ходе Спас-Деменской наступательной операции 7—20 августа 1943 года по журналу боевых действий войск Западного фронта.' | Потери Красной армии ранеными в ходе Спас-Деменской наступательной операции 7—20 августа 1943 года по журналу боевых действий войск Западного фронта.' | Потери Красной армии ранеными в ходе Спас-Деменской наступательной операции 7—20 августа 1943 года по журналу боевых действий войск Западного фронта.' | Потери Красной армии ранеными в ходе Спас-Деменской наступательной операции 7—20 августа 1943 года по журналу боевых действий войск Западного фронта.' | Потери Красной армии ранеными в ходе Спас-Деменской наступательной операции 7—20 августа 1943 года по журналу боевых действий войск Западного фронта.' | Потери Красной армии ранеными в ходе Спас-Деменской наступательной операции 7—20 августа 1943 года по журналу боевых действий войск Западного фронта.' | Потери Красной армии ранеными в ходе Спас-Деменской наступательной операции 7—20 августа 1943 года по журналу боевых действий войск Западного фронта.' | Потери Красной армии ранеными в ходе Спас-Деменской наступательной операции 7—20 августа 1943 года по журналу боевых действий войск Западного фронта.' | Потери Красной армии ранеными в ходе Спас-Деменской наступательной операции 7—20 августа 1943 года по журналу боевых действий войск Западного фронта.' |
| | 07.08 | 08.08 | 09.08 | 10.08 | 11.08 | 12.08 | 13.08 | 14.08 | 15.08 | 16.08 | 17.08 | 18.08 | 19.08 | 20.08 | ВСЕГО: |
| --- | --- | --- | --- | --- | --- | --- | --- | --- | --- | --- | --- | --- | --- | --- | --- |
| 5-я армия | 2767 | 2358 | 2130 | 1452 | 992 | 573 | 390 | 327 | 178 | 268 | 39 | 67 | 51 | 626 | 12 218 |
| 68-я армия | 16 | 472 | 595 | 1045 | 1757 | 1756 | 1756 | 2818 | 827 | 1334 | 1358 | 194 | 108 | 345 | 14 381 |
| 10-я гв. армия | 2054 | 2522 | 4534 | 1630 | 1930 | 1768 | 218 | 1040 | 211 | 248 | 132 | 184 | 28 | 50 | 16 549 |
| 21-я армия | - | - | - | - | - | - | 934 | 934 | 934 | 934 | 934 | 934 | 932 | 934 | 7470 |
| 33-я армия | 993 | 814 | 986 | 778 | 714 | 201 | 612 | 579 | 581 | 515 | 533 | 778 | 2157 | 905 | 11 146 |
| 49-я армия | 7 | 14 | 15 | 20 | 4 | 8 | 37 | 37 | 653 | 213 | - | 202 | 647 | 258 | 2115 |
| 10-я армия | 18 | - | 602 | 602 | 1333 | 1279 | 548 | 1969 | 1087 | 1094 | 2366 | 725 | 835 | 590 | 13 048 |
| 6-й гв. кав.корпус | - | - | - | - | - | - | - | - | 237 | - | - | - | 2070 | - | 2307 |
| ИТОГО: | 5855 | 6180 | 8862 | 5527 | 6730 | 5585 | 4495 | 7704 | 4708 | 4606 | 5362 | 3084 | 6828 | 3708 | 79 234 |

1. — Информация о потерях 21-й армии взята из армейского журнала боевых действий.
2. — Потери 5-й и 10-й гвардейской армий включают в себя убитых во время разведки боем 6 августа 1943 г

### Немецкая армия
Военно-исторический журнал Министерства обороны РФ № 4, 2018 год приводит следующие цифры потерь немецкой стороны:
— Убито и ранено до 58518 человек;
— Рассеяно и частично уничтожено до 19.5 батальонов пехоты;
— Взяты в плен до 654 немецких солдат и офицеров.
| Потери немецкой армии (убито и ранено) в ходе Спас-Деменской наступательной операции 7—20 августа 1943 года по журналу боевых действий войск Западного фронта. | Потери немецкой армии (убито и ранено) в ходе Спас-Деменской наступательной операции 7—20 августа 1943 года по журналу боевых действий войск Западного фронта. | Потери немецкой армии (убито и ранено) в ходе Спас-Деменской наступательной операции 7—20 августа 1943 года по журналу боевых действий войск Западного фронта. | Потери немецкой армии (убито и ранено) в ходе Спас-Деменской наступательной операции 7—20 августа 1943 года по журналу боевых действий войск Западного фронта. | Потери немецкой армии (убито и ранено) в ходе Спас-Деменской наступательной операции 7—20 августа 1943 года по журналу боевых действий войск Западного фронта. | Потери немецкой армии (убито и ранено) в ходе Спас-Деменской наступательной операции 7—20 августа 1943 года по журналу боевых действий войск Западного фронта. | Потери немецкой армии (убито и ранено) в ходе Спас-Деменской наступательной операции 7—20 августа 1943 года по журналу боевых действий войск Западного фронта. | Потери немецкой армии (убито и ранено) в ходе Спас-Деменской наступательной операции 7—20 августа 1943 года по журналу боевых действий войск Западного фронта. | Потери немецкой армии (убито и ранено) в ходе Спас-Деменской наступательной операции 7—20 августа 1943 года по журналу боевых действий войск Западного фронта. | Потери немецкой армии (убито и ранено) в ходе Спас-Деменской наступательной операции 7—20 августа 1943 года по журналу боевых действий войск Западного фронта. | Потери немецкой армии (убито и ранено) в ходе Спас-Деменской наступательной операции 7—20 августа 1943 года по журналу боевых действий войск Западного фронта. | Потери немецкой армии (убито и ранено) в ходе Спас-Деменской наступательной операции 7—20 августа 1943 года по журналу боевых действий войск Западного фронта. | Потери немецкой армии (убито и ранено) в ходе Спас-Деменской наступательной операции 7—20 августа 1943 года по журналу боевых действий войск Западного фронта. | Потери немецкой армии (убито и ранено) в ходе Спас-Деменской наступательной операции 7—20 августа 1943 года по журналу боевых действий войск Западного фронта. | Потери немецкой армии (убито и ранено) в ходе Спас-Деменской наступательной операции 7—20 августа 1943 года по журналу боевых действий войск Западного фронта. | Потери немецкой армии (убито и ранено) в ходе Спас-Деменской наступательной операции 7—20 августа 1943 года по журналу боевых действий войск Западного фронта. |
| в зоне действия | 07.08 | 08.08 | 09.08 | 10.08 | 11.08 | 12.08 | 13.08 | 14.08 | 15.08 | 16.08 | 17.08 | 18.08 | 19.08 | 20.08 | ВСЕГО: |
| --- | --- | --- | --- | --- | --- | --- | --- | --- | --- | --- | --- | --- | --- | --- | --- |
| 5-я армии | - | до 2700 | до 1700 | до 7 бат. пехоты | до 1000 чел., до 3 бат. пехоты | 300 | до 500 | до 250 | 70 | до 50 | 30 | 27 | до 60 | до 200 | до 6887, рассеяно и частично уничтожено до 10 бат. пехоты |
| 68-я армии | - | до 400 | до 500 | до 1.5 бат. пехоты | до 6 бат. пехоты | до 6 бат. пехоты | до 6 бат. пехоты | 600, до 1 бат. пехоты | свыше 500 | свыше 200 | свыше 200 | до 120 | до 70 | до 1 бат. пехоты | до 2590, рассеяно и частично уничтожено до 9.5 бат. пехоты |
| 10-я гв. армии | свыше 2000 | свыше 3000 | до 1500 | свыше 1200 | 1600 | 1300 | 800 | - | свыше 600 | свыше 700 | 300 | 200 | свыше 150 | - | сыше 13350 |
| 21-я армии | - | - | - | - | - | более 3100 | более 3100 | более 3100 | более 3100 | более 3100 | более 3100 | более 3100 | более 3100 | более 3100 | более 3100 |
| 33-я армии | свыше 8000 | свыше 8000 | свыше 8000 | свыше 8000 | свыше 8000 | свыше 8000 | свыше 8000 | до 300 | - | до 550 | до 350 | свыше 500 | до 1050 | до 700 | до 11450 |
| 49-я армии | - | 54 | - | 25 | до 80 | 35 | до 1200 | до 1200 | до 1200 | - | - | 1430 | 1430 | - | до 2824 |
| 10-я армии | - | - | 1400 | до 7500 | до 7500 | до 7500 | до 1100 | до 1500 | свыше 1600 | 2040 | 1730 | 665 | 782 | - | до 18317 |
| ИТОГО: | - | - | - | - | - | - | - | - | - | - | - | - | - | - | до 58518, рассеяно и частично уничтожено до 19.5 бат. пехоты                                                                                                   |

1. — Информация о потерях в секторе 21-й армии взята из армейского журнала боевых действий.

## Память
В Спас-Деменском районе установлены десятки памятников на могилах павших воинов, в краеведческом музее открыта большая экспозиция, посвящённая Великой Отечественной войне. В общеобразовательных школах имеются музеи боевой славы с большим количеством документов и экспонатов времён войны. Ежегодно 13 августа, в день освобождения Спас-Деменска, жители отмечают День города. На территории района регулярно проводятся Вахты памяти с участием поисковиков, учащихся школ и ВУЗов, писателей и журналистов из разных регионов России, ближнего и дальнего зарубежья.
В 2016 году по инициативе и при участии Российского военно-исторического общества был обновлён мемориал на Гнездиловской высоте.
В 2018 году на высоте 233,3 была установлена стела «Рубеж воинской доблести». Деревня Гнездилово, деревня Жданово и село Павлиново, расположенные близ высоты, были удостоены одноименного звания.
Памятники и мемориалы на братских могилах

## Таблицы справочных материалов
| Боевой состав войск                | Боевой состав войск | Боевой состав войск | Боевой состав войск | Боевой состав войск | Боевой состав войск | Боевой состав войск | Боевой состав войск | Боевой состав войск | Боевой состав войск | Боевой состав войск | Боевой состав войск | Боевой состав войск | Боевой состав войск | Боевой состав войск |
| ---------------------------------- | ------------------- | ------------------- | ------------------- | ------------------- | ------------------- | ------------------- | ------------------- | ------------------- | ------------------- | ------------------- | ------------------- | ------------------- | ------------------- | ------------------- |
| Армия, корпус, дивизия             | 7                   | 8                   | 9                   | 10                  | 11                  | 12                  | 13                  | 14                  | 15                  | 16                  | 17                  | 18                  | 19                  | 20                  |
| 68 армия:                          |                     |                     |                     |                     |                     |                     |                     |                     |                     |                     |                     |                     |                     |                     |
| 159 стрелковая дивизия             |                     |                     | Х                   | Х                   | Х                   | Х                   | Х                   | Х                   | Х                   | Х                   | Х                   | Х                   | Х                   | Х                   |
| 192 стрелковая дивизия             |                     |                     | Х                   | Х                   | Х                   | Х                   | Х                   | Х                   | Х                   | Х                   | Х                   | Х                   | Х                   | Х                   |
| 199 стрелковая дивизия             |                     | Х                   | Х                   | Х                   | Х                   | Х                   | Х                   | Х                   | Х                   | Х                   | Х                   | Х                   | Х                   | Х                   |
| 10 гвардейская армия:              |                     |                     |                     |                     |                     |                     |                     |                     |                     |                     |                     |                     |                     |                     |
| 7 гвардейский стрелковый корпус:   |                     |                     |                     |                     |                     |                     |                     |                     |                     |                     |                     |                     |                     |                     |
| 29 гвардейская стрелковая дивизия  |                     |                     |                     | Х                   | Х                   | Х                   | Х                   | Х                   | Х                   | Х                   | Х                   | Х                   | Х                   | Х                   |
| 15 гвардейский стрелковый корпус:  |                     |                     |                     |                     |                     |                     |                     |                     |                     |                     |                     |                     |                     |                     |
| 30 гвардейская стрелковая дивизия  | Х                   | Х                   | Х                   | Х                   | Х                   | Х                   | Х                   | Х                   | Х                   | Х                   | Х                   | Х                   | Х                   | Х                   |
| 85 гвардейская стрелковая дивизия  | Х                   | Х                   | Х                   | Х                   | Х                   | Х                   | Х                   | Х                   | Х                   | Х                   | Х                   | Х                   | Х                   | Х                   |
| 19 гвардейский стрелковый корпус:  |                     |                     |                     |                     |                     |                     |                     |                     |                     |                     |                     |                     |                     |                     |
| 22 гвардейская стрелковая дивизия  |                     | Х                   | Х                   | Х                   | Х                   | Х                   | Х                   | Х                   | Х                   | Х                   | Х                   | Х                   | Х                   | Х                   |
| 56 гвардейская стрелковая дивизия  | Х                   | Х                   | Х                   | Х                   | Х                   | Х                   | Х                   | Х                   | Х                   |                     |                     |                     |                     |                     |
| 65 гвардейская стрелковая дивизия  | Х                   | Х                   | Х                   | Х                   | Х                   | Х                   | Х                   |                     |                     |                     |                     |                     |                     |                     |
| 21 армия:                          |                     |                     |                     |                     |                     |                     |                     |                     |                     |                     |                     |                     |                     |                     |
| 51 стрелковая дивизия              |                     |                     |                     |                     |                     |                     |                     |                     |                     | Х                   | Х                   | Х                   | Х                   | Х                   |
| 62 стрелковая дивизия              |                     |                     |                     |                     |                     |                     | Х                   | Х                   | Х                   | Х                   | Х                   | Х                   | Х                   | Х                   |
| 63 стрелковая дивизия              |                     |                     |                     |                     |                     |                     |                     |                     |                     |                     |                     |                     |                     | Х                   |
| 76 стрелковая дивизия              |                     |                     |                     |                     |                     |                     |                     |                     |                     |                     |                     |                     |                     |                     |
| 95 стрелковая дивизия              |                     |                     |                     |                     |                     |                     |                     |                     |                     |                     |                     |                     |                     |                     |
| 119 стрелковая дивизия             |                     |                     |                     |                     |                     |                     |                     | Х                   | Х                   | Х                   | Х                   | Х                   | Х                   | Х                   |
| 153 стрелковая дивизия             |                     |                     |                     |                     |                     |                     |                     |                     |                     |                     |                     |                     |                     |                     |
| 174 стрелковая дивизия             |                     |                     |                     |                     |                     |                     |                     |                     |                     |                     |                     |                     |                     |                     |
| 33 армия:                          |                     |                     |                     |                     |                     |                     |                     |                     |                     |                     |                     |                     |                     |                     |
| 42 стрелковая дивизия              | Х                   | Х                   | Х                   | Х                   | Х                   | Х                   | Х                   | Х                   | Х                   | Х                   | Х                   | Х                   | Х                   | Х                   |
| 70 стрелковая дивизия              |                     |                     |                     |                     |                     |                     |                     |                     |                     |                     |                     | Х                   | Х                   | Х                   |
| 144 стрелковая дивизия             |                     |                     |                     | Х                   | Х                   | Х                   | Х                   | Х                   | Х                   | Х                   | Х                   | Х                   | Х                   | Х                   |
| 160-я стрелковая дивизия           | Х                   | Х                   | Х                   |                     |                     |                     |                     |                     | Х                   | Х                   | Х                   | Х                   | Х                   | Х                   |
| 164 стрелковая дивизия             | Х                   | Х                   | Х                   | Х                   | Х                   |                     |                     |                     |                     |                     |                     | Х                   | Х                   | Х                   |
| 173 стрелковая дивизия             |                     |                     |                     |                     |                     |                     |                     |                     |                     |                     |                     |                     |                     |                     |
| 222 стрелковая дивизия             | Х                   | Х                   | Х                   | Х                   | Х                   | Х                   | Х                   | Х                   | Х                   | Х                   | Х                   | Х                   | Х                   |                     |
| 277 стрелковая дивизия             |                     |                     |                     |                     | Х                   | Х                   | Х                   | Х                   |                     |                     |                     |                     |                     |                     |
| 49 армия:                          |                     |                     |                     |                     |                     |                     |                     |                     |                     |                     |                     |                     |                     |                     |
| 58 стрелковая дивизия              |                     |                     |                     |                     |                     |                     | Х                   | Х                   | Х                   | Х                   | Х                   | Х                   | Х                   | Х                   |
| 146 стрелковая дивизия             |                     |                     |                     |                     |                     |                     | Х                   | Х                   | Х                   | Х                   | Х                   | Х                   | Х                   | Х                   |
| 338 стрелковая дивизия             |                     |                     |                     |                     |                     |                     | Х                   | Х                   | Х                   | Х                   | Х                   | Х                   | Х                   | Х                   |
| 10 армия:                          |                     |                     |                     |                     |                     |                     |                     |                     |                     |                     |                     |                     |                     |                     |
| 49 стрелковая дивизия              |                     |                     |                     |                     |                     |                     |                     |                     |                     |                     |                     |                     |                     |                     |
| 64 стрелковая дивизия              |                     |                     |                     |                     |                     |                     |                     |                     |                     |                     |                     |                     |                     |                     |
| 139 стрелковая дивизия             |                     |                     |                     |                     | Х                   | Х                   | Х                   | Х                   | Х                   | Х                   | Х                   | Х                   | Х                   | Х                   |
| 212 стрелковая дивизия             |                     |                     |                     |                     |                     |                     |                     |                     |                     |                     |                     |                     |                     |                     |
| 247 стрелковая дивизия             |                     |                     | Х                   | Х                   | Х                   | Х                   | Х                   | Х                   | Х                   | Х                   | Х                   | Х                   | Х                   | Х                   |
| 290 стрелковая дивизия             |                     |                     | Х                   | Х                   | Х                   | Х                   | Х                   | Х                   | Х                   | Х                   | Х                   | Х                   | Х                   | Х                   |
| 326 стрелковая дивизия             |                     |                     |                     |                     |                     |                     |                     | Х                   | Х                   | Х                   | Х                   | Х                   | Х                   | Х                   |
| 330 стрелковая дивизия             |                     |                     | Х                   | Х                   | Х                   | Х                   | Х                   | Х                   | Х                   | Х                   | Х                   | Х                   | Х                   | Х                   |
| 344 стрелковая дивизия             |                     |                     |                     |                     |                     |                     |                     |                     |                     |                     |                     |                     |                     |                     |
| 371 стрелковая дивизия             |                     |                     |                     |                     | Х                   | Х                   | Х                   | Х                   | Х                   | Х                   | Х                   | Х                   | Х                   | Х                   |
| 385 стрелковая дивизия             |                     |                     |                     |                     |                     |                     | Х                   | Х                   | Х                   | Х                   | Х                   | Х                   | Х                   | Х                   |
|                                    |                     |                     |                     |                     |                     |                     |                     |                     |                     |                     |                     |                     |                     |                     |
| Итого стрелковых дивизий,          | 39                  | 39                  | 39                  | 39                  | 39                  | 39                  | 39                  | 39                  | 39                  | 39                  | 39                  | 39                  | 39                  | 39                  |
| в том числе: I эшелон (отмечено Х) | 7                   | 11                  | 15                  | 15                  | 18                  | 17                  | 22                  | 23                  | 23                  | 24                  | 24                  | 26                  | 26                  | 27                  |
| II эшелон (пробел)                 | 32                  | 28                  | 24                  | 24                  | 21                  | 22                  | 17                  | 16                  | 16                  | 15                  | 15                  | 13                  | 13                  | 12                  |

| Командный состав                    | Командный состав | Командный состав                       | Командный состав    |
| Армия, корпус, дивизия              | формирование     | Ф. И. О. командующих (командиров)      | Период командования |
| ----------------------------------- | ---------------- | -------------------------------------- | ------------------- |
| 68 армия:                           |                  | Журавлёв, Евгений Петрович             |                     |
| 159 стрелковая дивизия              | 3                | Богайчук Демьян Иосифович              | 14.05.43—__.12.43   |
| 192 стрелковая дивизия              | 2                | Меттэ, Алексей Павлович                | 16.05.43—10.12.43   |
| 199 стрелковая дивизия              | 2                | Пояров, Василий Яковлевич              | 05.06.43—16.08.43   |
|                                     | 2                | Кононенко, Матвей Прокопьевич          | 17.08.43—18.04.45   |
| 10-я гвардейская армия:             |                  | Трубников, Кузьма Петрович             |                     |
| 7 гвардейский стрелковый корпус:    |                  | Миронов, Павел Васильевич              | 07.11.42—15.12.43   |
| 29-я гвардейская стрелковая дивизия | 1                | Стученко, Андрей Трофимович            | __.02.43—12.08.44   |
| 19 гвардейский стрелковый корпус:   |                  | Поветкин, Степан Иванович              | 19.04.43—21.08.43   |
|                                     |                  | Чистов, Владимир Афанасьевич           | 28.08.43—17.02.44   |
| 22-я гвардейская стрелковая дивизия | 2                | Гузь, Николай Олимпиевич               | 19.04.43—16.08.43   |
| 56 гвардейская стрелковая дивизия   | 1                | Колобутин Анатолий Иванович            | 26.05.43—27.10.44   |
| 65-я гвардейская стрелковая дивизия | 1                | Виноградов, Александр Ефимович         | 14.05.43—07.08.43   |
|                                     |                  | Дмитриев Яков Иванович                 | 09.08.43—23.04.44   |
| 21 армия:                           |                  | Крылов, Николай Иванович               |                     |
| 51 стрелковая дивизия               | 2                | Хвостов, Алексей Яковлевич             | 24.07.43—__.12.45   |
| 62 стрелковая дивизия               | 3                | Ефремов Василий Владимирович           | 07.05.43—__.04.44   |
| 63 стрелковая дивизия               | 2                | Ласкин Николай Матвеевич               | __.04.43—__.04.45   |
| 76 стрелковая дивизия               | 2                | Бабаян Амаяк Григорьевич               | 20.04.43—15.09.43   |
| 95 стрелковая дивизия               | 3                | Виндушев Константин Николаевич         |                     |
| 119 стрелковая дивизия              | 3                | Хорун, Иосиф Иванович                  | __.07.43—__.10.43   |
| 153 стрелковая дивизия              | 3                | Краснов, Николай Иванович              | __.05.43—__.02.44   |
| 174 стрелковая дивизия              | 3                | Горелик Цаллер Абрамович               | 01.05.43—30.11.43   |
| 33 армия:                           |                  | Гордов, Василий Николаевич             |                     |
| 42 стрелковая дивизия               | 2                | Мультан, Николай Николаевич            | 10.07.42—23.11.43   |
| 70 стрелковая дивизия               | 2                | Абилов Махмуд Абдул-Рза                | __.03.43—__.05.44   |
| 144-я стрелковая дивизия            | 1                | Яблоков Фёдор Дмитриевич               | 24.09.42—02.09.43   |
| 160 стрелковая дивизия              | 2                | Зарако-Зараковский, Болеслав Францевич | 15.03.43—26.04.44   |
| 164 стрелковая дивизия              | 2                | Ревякин, Василий Андреевич             | 13.01.43—31.12.43   |
| 173 стрелковая дивизия              | 3                | Зайцев Михаил Иванович                 | __.07.43—12.02.44   |
| 222-я стрелковая дивизия            | 1                | Грызлов Фёдор Иванович                 | __.04.43—12.04.44   |
| 277 стрелковая дивизия              | 2                | Гладышев, Степан Трофимович            | 06.06.43—__.02.46   |
| 49 армия:                           |                  | Гришин, Иван Тихонович                 |                     |
| 58-я стрелковая дивизия             | 1                | Самсонов, Василий Акимович             | __.11.42—__.06.45   |
| 146 стрелковая дивизия              | 2                | Балоян Нерсес Парсиевич                | 01.06.43—__.10.43   |
| 338 стрелковая дивизия              | 2                | Кучинев Владимир Георгиевич            | 09.09.41—20.09.43   |
| 10 армия:                           |                  | Попов, Василий Степанович              |                     |
| 49 стрелковая дивизия               | 2                | Чижов, Александр Васильевич            | 22.11.42—__.06.44   |
| 64 стрелковая дивизия               | 2                | Ярёменко, Иван Иванович                | 13.06.43—__.06.44   |
| 139 стрелковая дивизия              | 3                | Кириллов, Иосиф Константинович         | 26.03.43—30.03.45   |
| 212 стрелковая дивизия              | 2                | Мальцев Андрей Прокопьевич             | __.06.43—__.12.43   |
| 247 стрелковая дивизия              | 2                | Мухин, Григорий Денисович              | 03.01.42—__.07.45   |
| 290-я стрелковая дивизия            | 2                | Гаспарян Исаак Гаспарович              | 04.08.43—16.11.44   |
| 326-я стрелковая дивизия            | 1                | Карпов Яков Васильевич                 | __.01.43—20.08.43   |
|                                     |                  | Гусев Владимир Александрович           | 21.08.43—26.09.43   |
| 330-я стрелковая дивизия            | 1                | Оборин Иван Иванович                   | 05.08.43—26.09.43   |
| 344-я стрелковая дивизия            | 1                | Страхов Виталий Кузьмич                | 16.08.43—__.04.44   |
| 371 стрелковая дивизия              | 1                | Алексеенко Василий Лаврентьевич        | 19.06.43—__.12.44   |
| 385-я стрелковая дивизия            | 1                | Супрунов, Митрофан Фёдорович           | 02.08.43—09.05.45   |

| Численный состав                                                             | Численный состав          | Численный состав             | Численный состав                               | Численный состав     | Численный состав       | Численный состав                             | Численный состав                                                       | Численный состав                                                       | Численный состав                                                       | Численный состав |
| ---------------------------------------------------------------------------- | ------------------------- | ---------------------------- | ---------------------------------------------- | -------------------- | ---------------------- | -------------------------------------------- | ---------------------------------------------------------------------- | ---------------------------------------------------------------------- | ---------------------------------------------------------------------- | ---------------- |
| Армия                                                                        | Общая ширина фронта Армии | Ширина участка прорывов в км | Количество дивизий                             | Всего людей в Армиях | Всего людей в дивизиях | Средняя численность одной стрелковой дивизии | Количество дивизий, предназначавшихся для создания ударных группировок | Количество дивизий, предназначавшихся для создания ударных группировок | Количество дивизий, предназначавшихся для создания ударных группировок |                  |
| Армия                                                                        | Общая ширина фронта Армии | Ширина участка прорывов в км | Количество дивизий                             | Всего людей в Армиях | Всего людей в дивизиях | Средняя численность одной стрелковой дивизии | Всего                                                                  | из них                                                                 | из них                                                                 |                  |
| Армия                                                                        | Общая ширина фронта Армии | Ширина участка прорывов в км | Количество дивизий                             | Всего людей в Армиях | Всего людей в дивизиях | Средняя численность одной стрелковой дивизии | Всего                                                                  | В первом эшелоне                                                       | Во втором эшелоне                                                      |                  |
| 10-я гвардейская                                                             | 25                        | 10                           | 6                                              | 74 637               | 49 387                 | 8000—8200                                    | 4                                                                      | 3                                                                      | 1                                                                      |                  |
| 33 армия                                                                     | 15                        | 6                            | 6                                              | 60 963               | 44 663                 | 7000—7400                                    | 4                                                                      | —                                                                      | 2                                                                      |                  |
| 49-я                                                                         | 42                        | —                            | 4                                              | 32 381               | 29 065                 | 7000—7200                                    | —                                                                      | —                                                                      | —                                                                      |                  |
| 10-я                                                                         | 72                        | 7                            | 6                                              | 57 044               | 42 381                 | 6900—7100                                    | 4                                                                      | 2                                                                      | 2                                                                      |                  |
| 68-я                                                                         | —                         | —                            | 6                                              | 49 418               | 44 912                 | 7000—7400                                    | 6                                                                      | —                                                                      | 6                                                                      |                  |
| 21-я                                                                         | —                         | —                            | 8                                              | 65 903               | 61 996                 | 7500—8000                                    | 8                                                                      | —                                                                      | 8                                                                      |                  |
| Части фронтового подчинения (в том числе 6 гвардейский кавалерийский корпус) | —                         | —                            | 1 стрелковая дивизия и 3 кавалерийских дивизии | 35 951               | —                      | —                                            | 3 кавале-рийских дивизии                                               | —                                                                      | —                                                                      |                  |
| Итого в боевых войсках фронта                                                | 154                       | 23                           | 37 стрелковых дивизий и 3 кд                   | 376 297              | 272 404                | 7200                                         | 26 и 3 кд                                                              | 5                                                                      | 19                                                                     |                  |

| Вооружение                                         | Вооружение                                                             | Вооружение                                                             | Вооружение                                                             | Вооружение                                                             | Вооружение                                                             | Вооружение         | Вооружение | Вооружение |
| -------------------------------------------------- | ---------------------------------------------------------------------- | ---------------------------------------------------------------------- | ---------------------------------------------------------------------- | ---------------------------------------------------------------------- | ---------------------------------------------------------------------- | ------------------ | --- | ---------- |
| Армия                                              | Количество орудий и миномётов, имевшихся в Армиях (вместе с усилением) | Количество орудий и миномётов, имевшихся в Армиях (вместе с усилением) | Количество орудий и миномётов, имевшихся в Армиях (вместе с усилением) | Количество орудий и миномётов, имевшихся в Армиях (вместе с усилением) | Количество орудий и миномётов, имевшихся в Армиях (вместе с усилением) | Коли-чество танков | Количество инженерных частей и соединений в Армиях (вместе с усилением, но без учёта войсковых)                 |            |
| Армия                                              | Всего 82 и 120-мм миномётов                                            | Орудий 203, 152, 122, 107, 76-мм ДА                                    | Орудий 76-мм ПА, 45-мм и зенитных                                      | Реактивной артиллерии (установок)                                      | Итого орудий и миномётов всех калибров                                 | Коли-чество танков | Количество инженерных частей и соединений в Армиях (вместе с усилением, но без учёта войсковых)                 |            |
| 10-я гвардейская                                   | 588                                                                    | 538                                                                    | 388                                                                    | 168                                                                    | 1682                                                                   | 315                | Одна штурмовая инженерно-сапёрная бригада, два инженерных батальона, один моторизованный инженерный батальон    |            |
| 33-я                                               | 498                                                                    | 405                                                                    | 323                                                                    | 192                                                                    | 1418                                                                   | 147                | Два инженерных батальона                                                                                        |            |
| 49-я                                               | 366                                                                    | 244                                                                    | 260                                                                    | —                                                                      | 870                                                                    | —                  | Два инженерных батальона                                                                                        |            |
| 10-я                                               | 480                                                                    | 342                                                                    | 442                                                                    | 8                                                                      | 1272                                                                   | 91                 | Два инженерных батальона                                                                                        |            |
| 68-я                                               | 239                                                                    | 223                                                                    | 379                                                                    | 24                                                                     | 865                                                                    | 87                 | Два инженерных батальона                                                                                        |            |
| 21-я                                               | 865                                                                    | 308                                                                    | 479                                                                    | 24                                                                     | 1667                                                                   | —                  | — |            |
| Части фронтового подчинения (в том числе 6 гв. кк) | 367                                                                    | 315                                                                    | 212                                                                    | 540                                                                    | 1434                                                                   | 121                | — |            |
| Итого в боевых войсках фронта                      | 3403                                                                   | 2375                                                                   | 2483                                                                   | 956                                                                    | 9208                                                                   | 761                | Одна штурмовая инженерно-сапёрная бригада, десять инженерных батальона, один моторизованный инженерный батальон |            |

| Список населённых пунктов Спас-Деменского района, освобождённых в период с 07.08.—01.09.1943 года | Список населённых пунктов Спас-Деменского района, освобождённых в период с 07.08.—01.09.1943 года | Список населённых пунктов Спас-Деменского района, освобождённых в период с 07.08.—01.09.1943 года | Список населённых пунктов Спас-Деменского района, освобождённых в период с 07.08.—01.09.1943 года | Список населённых пунктов Спас-Деменского района, освобождённых в период с 07.08.—01.09.1943 года | Список населённых пунктов Спас-Деменского района, освобождённых в период с 07.08.—01.09.1943 года | Список населённых пунктов Спас-Деменского района, освобождённых в период с 07.08.—01.09.1943 года | Список населённых пунктов Спас-Деменского района, освобождённых в период с 07.08.—01.09.1943 года | Список населённых пунктов Спас-Деменского района, освобождённых в период с 07.08.—01.09.1943 года | Список населённых пунктов Спас-Деменского района, освобождённых в период с 07.08.—01.09.1943 года |
| №                                                                                                 | Наименование населённого пункта                                                                   | Дата освобождения                                                                                 | Дивизия                                                                                           | Армия                                                                                             | №                                                                                                 | Наименование населённого пункта                                                                   | Дата освобождения                                                                                 | Дивизия                                                                                           | Армия                                                                                             |
| ------------------------------------------------------------------------------------------------- | ------------------------------------------------------------------------------------------------- | ------------------------------------------------------------------------------------------------- | ------------------------------------------------------------------------------------------------- | ------------------------------------------------------------------------------------------------- | ------------------------------------------------------------------------------------------------- | ------------------------------------------------------------------------------------------------- | ------------------------------------------------------------------------------------------------- | ------------------------------------------------------------------------------------------------- | ------------------------------------------------------------------------------------------------- |
| 1                                                                                                 | Александрово                                                                                      | 07.08.                                                                                            | 160 с.д.                                                                                          | 33 а.                                                                                             | 77                                                                                                | Супесок                                                                                           | 13.08.                                                                                            | 42 с.д.                                                                                           | 33 а.                                                                                             |
| 1                                                                                                 | Веселуха                                                                                          | 08.08.                                                                                            | 65 гв. с.д.                                                                                       | 10 гв. а.                                                                                         | 78                                                                                                | Теплово                                                                                           | 13.08.                                                                                            |                                                                                                   | 49 а.                                                                                             |
| 2                                                                                                 | Зюзики                                                                                            | 08.08.                                                                                            | 222 с.д.                                                                                          | 33 а.                                                                                             | 79                                                                                                | Успех                                                                                             | 13.08.                                                                                            | 144 с.д.                                                                                          | 33 а.                                                                                             |
| 3                                                                                                 | Лазки                                                                                             | 08.08.                                                                                            | 222 с.д.                                                                                          | 33 а.                                                                                             | 80                                                                                                | Утриково                                                                                          | 13.08.                                                                                            | 58 с.д.                                                                                           | 49 а.                                                                                             |
| 4                                                                                                 | Хотиловка                                                                                         | 08.08.                                                                                            | 164 с.д.                                                                                          | 33 а.                                                                                             | 81                                                                                                | Филоново                                                                                          | 13.08.                                                                                            | 371 с.д.                                                                                          | 10 а.                                                                                             |
| 1                                                                                                 | Губино                                                                                            | 09.08.                                                                                            | 164 с.д.                                                                                          | 33 а.                                                                                             | 82                                                                                                | Хаустово                                                                                          | 13.08.                                                                                            |                                                                                                   | 49 а.                                                                                             |
| 2                                                                                                 | Лазинки                                                                                           | 09.08.                                                                                            | 42 с.д.                                                                                           | 33 а.                                                                                             | 83                                                                                                | Холмишки                                                                                          | 13.08.                                                                                            | 277 с.д.                                                                                          | 33 а.                                                                                             |
| 3                                                                                                 | Лукино                                                                                            | 09.08.                                                                                            | 42 с.д.                                                                                           | 33 а.                                                                                             | 84                                                                                                | Чипляевка                                                                                         | 13.08.                                                                                            | 58 с.д.                                                                                           | 49 а.                                                                                             |
| 4                                                                                                 | Слузна                                                                                            | 09.08.                                                                                            | 160 с.д.                                                                                          | 33 а.                                                                                             | 85                                                                                                | Чипляево                                                                                          | 13.08.                                                                                            | 58 с.д.                                                                                           | 49 а.                                                                                             |
| 5                                                                                                 | Тащилово                                                                                          | 09.08.                                                                                            | 42 с.д.                                                                                           | 33 а.                                                                                             | 86                                                                                                | Шемаки                                                                                            | 13.08.                                                                                            | 277 с.д.                                                                                          | 33 а.                                                                                             |
| 1                                                                                                 | Делягино                                                                                          | 10.08.                                                                                            | 56 гв. с.д.                                                                                       | 10 гв. а.                                                                                         | 87                                                                                                | Шныри                                                                                             | 13.08.                                                                                            | 277 с.д.                                                                                          | 33 а.                                                                                             |
| 1                                                                                                 | Дворище                                                                                           | 11.08.                                                                                            | 159, 192 с.д.                                                                                     | 68 а.                                                                                             | 1                                                                                                 | Дарна                                                                                             | 14.08.                                                                                            | 227 с.д.                                                                                          | 33 а.                                                                                             |
| 2                                                                                                 | Красная Поляна вблизи Жданово                                                                     | 11.08.                                                                                            | 56 гв. с.д.                                                                                       | 10 гв. а.                                                                                         | 2                                                                                                 | Капустное                                                                                         | 14.08.                                                                                            | 227, 277 с.д.                                                                                     | 33 а.                                                                                             |
| 3                                                                                                 | Надежда                                                                                           | 11.08.                                                                                            | 29 гв. с.д.                                                                                       | 10 гв. а.                                                                                         | 3                                                                                                 | Кислы                                                                                             | 14.08.                                                                                            | 222 с.д.                                                                                          | 33 а.                                                                                             |
| 1                                                                                                 | Бородино                                                                                          | 12.08.                                                                                            | 222 с.д.                                                                                          | 33 а.                                                                                             | 4                                                                                                 | Митино                                                                                            | 14.08.                                                                                            | 222 с.д.                                                                                          | 33 а.                                                                                             |
| 2                                                                                                 | Гнездилово                                                                                        | 12.08.                                                                                            | 29 гв. с.д.                                                                                       | 10 гв. а.                                                                                         | 5                                                                                                 | Сельцо                                                                                            | 14.08.                                                                                            | 227 с.д.                                                                                          | 33 а.                                                                                             |
| 3                                                                                                 | Вишнёвка                                                                                          | 12.08.                                                                                            | 65 гв. с.д.                                                                                       | 10 гв. а.                                                                                         | 6                                                                                                 | Шевцы                                                                                             | 14.08.                                                                                            | 222 с.д.                                                                                          | 33 а.                                                                                             |
| 4                                                                                                 | Вороны                                                                                            | 12.08.                                                                                            | 222 с.д.                                                                                          | 33 а.                                                                                             | 1                                                                                                 | Арефино                                                                                           | 16.08.                                                                                            | 160 с.д.                                                                                          | 33 а.                                                                                             |
| 5                                                                                                 | Гранкино                                                                                          | 12.08.                                                                                            | 56 гв. с.д.                                                                                       | 10 гв. а.                                                                                         | 2                                                                                                 | Болва                                                                                             | 16.08.                                                                                            | 42 с.д.                                                                                           | 33 а.                                                                                             |
| 6                                                                                                 | Дюки                                                                                              | 12.08.                                                                                            | 42 с.д.                                                                                           | 33 а.                                                                                             | 3                                                                                                 | Буда 1-я                                                                                          | 16.08.                                                                                            |                                                                                                   | 49 а.                                                                                             |
| 7                                                                                                 | Екатериновка                                                                                      | 12.08.                                                                                            | 65 гв. с.д., 144 с.д.                                                                             | 10 гв. а., 33 а.                                                                                  | 4                                                                                                 | Буда 2-я                                                                                          | 16.08.                                                                                            | 42 с.д.                                                                                           | 33 а.                                                                                             |
| 8                                                                                                 | Жданово                                                                                           | 12.08.                                                                                            | 29 гв. с.д.                                                                                       | 10 гв. а.                                                                                         | 5                                                                                                 | Буднянский                                                                                        | 16.08.                                                                                            |                                                                                                   | 49 а.                                                                                             |
| 9                                                                                                 | Кудрино                                                                                           | 12.08.                                                                                            | 222, 227 с.д.                                                                                     | 33 а.                                                                                             | 6                                                                                                 | Васильевка                                                                                        | 16.08.                                                                                            | 338 с.д.                                                                                          | 49 а.                                                                                             |
| 10                                                                                                | Максимово                                                                                         | 12.08.                                                                                            | 29 гв. с.д.                                                                                       | 10 гв. а.                                                                                         | 7                                                                                                 | Верхуличи                                                                                         | 16.08.                                                                                            |                                                                                                   | 49 а.                                                                                             |
| 11                                                                                                | Мышково                                                                                           | 12.08.                                                                                            | 222, 227 с.д.                                                                                     | 33 а.                                                                                             | 8                                                                                                 | Гридино                                                                                           | 16.08.                                                                                            | 42 и 146 с.д.                                                                                     | 33 и 49 а.                                                                                        |
| 12                                                                                                | Новые Стребки                                                                                     | 12.08.                                                                                            | 227 с.д.                                                                                          | 33 а.                                                                                             | 9                                                                                                 | Гусаровские Хутора                                                                                | 16.08.                                                                                            | 144 с.д.                                                                                          | 33 а.                                                                                             |
| 13                                                                                                | Пашки                                                                                             | 12.08.                                                                                            | 144 с.д.                                                                                          | 33 а.                                                                                             | 10                                                                                                | Добрица                                                                                           | 16.08.                                                                                            | 144 с.д.                                                                                          | 33 а.                                                                                             |
| 14                                                                                                | Слепцы                                                                                            | 12.08.                                                                                            | 29 гв. с.д.                                                                                       | 10 гв. а.                                                                                         | 11                                                                                                | Дупельное                                                                                         | 16.08.                                                                                            | 42 с.д.                                                                                           | 33 и 49 а.                                                                                        |
| 15                                                                                                | Стребки                                                                                           | 12.08.                                                                                            | 42 с.д.                                                                                           | 33 а.                                                                                             | 12                                                                                                | Есиная                                                                                            | 16.08.                                                                                            | 144 с.д.                                                                                          | 33 а.                                                                                             |
| 16                                                                                                | Харламово                                                                                         | 12.08.                                                                                            | 29 гв. с.д.                                                                                       | 10 гв. а.                                                                                         | 13                                                                                                | Ивановка                                                                                          | 16.08.                                                                                            | 277 с.д.                                                                                          | 33 а.                                                                                             |
| 17                                                                                                | Холмовая                                                                                          | 12.08.                                                                                            | 222 с.д.                                                                                          | 33 а.                                                                                             | 14                                                                                                | Каменка                                                                                           | 16.08.                                                                                            | 42 с.д.                                                                                           | 33 а.                                                                                             |
| 18                                                                                                | Юдино                                                                                             | 12.08.                                                                                            | 222 с.д.                                                                                          | 33 а.                                                                                             | 15                                                                                                | Карпово                                                                                           | 16.08.                                                                                            | 222 с.д.                                                                                          | 33 а.                                                                                             |
| 19                                                                                                | Якушево                                                                                           | 12.08.                                                                                            | 56 гв. с.д.                                                                                       | 10 гв. а.                                                                                         | 16                                                                                                | Ключи                                                                                             | 16.08.                                                                                            | 42 с.д.                                                                                           | 33 а.                                                                                             |
| 1                                                                                                 | Активист                                                                                          | 13.08.                                                                                            | 277 с.д.                                                                                          | 33 а.                                                                                             | 17                                                                                                | Козловка вблизи Соболи                                                                            | 16.08.                                                                                            | 160 с.д.                                                                                          | 33 а.                                                                                             |
| 2                                                                                                 | Алексеевка                                                                                        | 13.08.                                                                                            | 371 с.д.                                                                                          | 10 а.                                                                                             | 18                                                                                                | Косое                                                                                             | 16.08.                                                                                            | 222 с.д.                                                                                          | 33 а.                                                                                             |
| 3                                                                                                 | Алфимово                                                                                          | 13.08.                                                                                            |                                                                                                   | 49 а.                                                                                             | 19                                                                                                | Красная Поляна вблизи Овсище                                                                      | 16.08.                                                                                            | 222 с.д.                                                                                          | 33 а.                                                                                             |
| 4                                                                                                 | Асташово                                                                                          | 13.08.                                                                                            | 371 с.д.                                                                                          | 10 а.                                                                                             | 20                                                                                                | Крисилино                                                                                         | 16.08.                                                                                            |                                                                                                   | 49 а.                                                                                             |
| 5                                                                                                 | Бабынка                                                                                           | 13.08.                                                                                            |                                                                                                   | 49 а.                                                                                             | 21                                                                                                | Лесково                                                                                           | 16.08.                                                                                            |                                                                                                   | 49 а.                                                                                             |
| 6                                                                                                 | Бездон                                                                                            | 13.08.                                                                                            |                                                                                                   | 49 а.                                                                                             | 22                                                                                                | Липовка                                                                                           | 16.08.                                                                                            | 42 с.д.                                                                                           | 33 а.                                                                                             |
| 7                                                                                                 | Бель                                                                                              | 13.08.                                                                                            | 222 с.д.                                                                                          | 33 а.                                                                                             | 23                                                                                                | Лога                                                                                              | 16.08.                                                                                            | 119 с.д.                                                                                          | 21 а.                                                                                             |
| 8                                                                                                 | Берёзово                                                                                          | 13.08.                                                                                            | 62 с.д.                                                                                           | 21 а.                                                                                             | 24                                                                                                | Ломакино                                                                                          | 16.08.                                                                                            | 277 с.д.                                                                                          | 33 а.                                                                                             |
| 9                                                                                                 | Блевково                                                                                          | 13.08.                                                                                            | 277 с.д.                                                                                          | 33 а.                                                                                             | 25                                                                                                | Лубинка                                                                                           | 16.08.                                                                                            |                                                                                                   | 49 а.                                                                                             |
| 10                                                                                                | Болтушино                                                                                         | 13.08.                                                                                            | 371 с.д.                                                                                          | 10 а.                                                                                             | 26                                                                                                | Любунь                                                                                            | 16.08.                                                                                            | 42 с.д.                                                                                           | 33 а.                                                                                             |
| 11                                                                                                | Большая Каменка                                                                                   | 13.08.                                                                                            | 58 с.д.                                                                                           | 49 а.                                                                                             | 27                                                                                                | Малышкино                                                                                         | 16.08.                                                                                            |                                                                                                   | 49 а.                                                                                             |
| 12                                                                                                | Большие Внегощи                                                                                   | 13.08.                                                                                            | 42 с.д.                                                                                           | 33 а.                                                                                             | 28                                                                                                | Мамоново                                                                                          | 16.08.                                                                                            |                                                                                                   | 49 а.                                                                                             |
| 13                                                                                                | Бураки                                                                                            | 13.08.                                                                                            | 222 с.д.                                                                                          | 33 а.                                                                                             | 29                                                                                                | Маркино                                                                                           | 16.08.                                                                                            | 277 с.д.                                                                                          | 33 а.                                                                                             |
| 14                                                                                                | Вдовец                                                                                            | 13.08.                                                                                            |                                                                                                   | 49 а.                                                                                             | 30                                                                                                | Ново-Александровский                                                                              | 16.08.                                                                                            |                                                                                                   | 49 а.                                                                                             |
| 15                                                                                                | Выселки                                                                                           | 13.08.                                                                                            | 371 с.д.                                                                                          | 10 а.                                                                                             | 31                                                                                                | Новые Ближевичи                                                                                   | 16.08.                                                                                            | 371 с.д.                                                                                          | 10 а.                                                                                             |
| 16                                                                                                | Гайдуки                                                                                           | 13.08.                                                                                            | 290 с.д.                                                                                          | 10 а.                                                                                             | 32                                                                                                | Новые Широки                                                                                      | 16.08.                                                                                            |                                                                                                   | 49 а.                                                                                             |
| 17                                                                                                | Горбачи                                                                                           | 13.08.                                                                                            | 62 с.д.                                                                                           | 21 а.                                                                                             | 33                                                                                                | Образцовка                                                                                        | 16.08.                                                                                            |                                                                                                   | 49 а.                                                                                             |
| 18                                                                                                | Горки вблизи Жданово                                                                              | 13.08.                                                                                            | 56 гв. с.д.                                                                                       | 10 гв. а.                                                                                         | 34                                                                                                | Овсище                                                                                            | 16.08.                                                                                            | 222 с.д.                                                                                          | 33 а.                                                                                             |
| 19                                                                                                | Гривка                                                                                            | 13.08.                                                                                            | 277 с.д.                                                                                          | 33 а.                                                                                             | 35                                                                                                | Осиповка                                                                                          | 16.08.                                                                                            | 42 с.д.                                                                                           | 33 а.                                                                                             |
| 20                                                                                                | Грозынь                                                                                           | 13.08.                                                                                            | 277 с.д.                                                                                          | 33 а.                                                                                             | 36                                                                                                | Пальково с/х                                                                                      | 16.08.                                                                                            | 42 с.д.                                                                                           | 33 а.                                                                                             |
| 21                                                                                                | Давыдово                                                                                          | 13.08.                                                                                            |                                                                                                   | 49 а.                                                                                             | 37                                                                                                | Печки                                                                                             | 16.08.                                                                                            |                                                                                                   | 49 а.                                                                                             |
| 22                                                                                                | Дубровка                                                                                          | 13.08.                                                                                            | 144 и 371 с.д.                                                                                    | 33 и 10 а.                                                                                        | 38                                                                                                | Ползы                                                                                             | 16.08.                                                                                            | 277 с.д.                                                                                          | 33 а.                                                                                             |
| 23                                                                                                | Дуброво                                                                                           | 13.08.                                                                                            | 277 с.д.                                                                                          | 33 а.                                                                                             | 39                                                                                                | Понизовье                                                                                         | 16.08.                                                                                            | 371 с.д.                                                                                          | 10 а.                                                                                             |
| 24                                                                                                | Елисеево                                                                                          | 13.08.                                                                                            | 144 с.д.                                                                                          | 33 а.                                                                                             | 40                                                                                                | Потапово                                                                                          | 16.08.                                                                                            | 119 с.д.                                                                                          | 21 а.                                                                                             |
| 25                                                                                                | Емельяновский                                                                                     | 13.08.                                                                                            |                                                                                                   | 49 а.                                                                                             | 41                                                                                                | Приветок                                                                                          | 16.08.                                                                                            | 227, 277 с.д.                                                                                     | 33 а.                                                                                             |
| 26                                                                                                | Ерилово                                                                                           | 13.08.                                                                                            | 290 с.д.                                                                                          | 10 а.                                                                                             | 42                                                                                                | Проходы                                                                                           | 16.08.                                                                                            | 277 с.д.                                                                                          | 33 а.                                                                                             |
| 27                                                                                                | Ерши                                                                                              | 13.08.                                                                                            | 58 с.д.                                                                                           | 49 а.                                                                                             | 43                                                                                                | Пузачево                                                                                          | 16.08.                                                                                            | 42 с.д.                                                                                           | 33 а.                                                                                             |
| 28                                                                                                | Игнатово                                                                                          | 13.08.                                                                                            |                                                                                                   | 49 а.                                                                                             | 44                                                                                                | Пятницкое                                                                                         | 16.08.                                                                                            | 222 с.д.                                                                                          | 33 а.                                                                                             |
| 29                                                                                                | Игнатовский                                                                                       | 13.08.                                                                                            |                                                                                                   | 49 а.                                                                                             | 45                                                                                                | Свет                                                                                              | 16.08.                                                                                            | 338 с.д.                                                                                          | 49 а.                                                                                             |
| 30                                                                                                | Ипоть                                                                                             | 13.08.                                                                                            |                                                                                                   | 49 а.                                                                                             | 46                                                                                                | Свиридово                                                                                         | 16.08.                                                                                            |                                                                                                   | 49 а.                                                                                             |
| 31                                                                                                | Кланец                                                                                            | 13.08.                                                                                            | 290 с.д.                                                                                          | 10 а.                                                                                             | 47                                                                                                | Синьгаевка                                                                                        | 16.08.                                                                                            | 277 с.д.                                                                                          | 33 а.                                                                                             |
| 32                                                                                                | Клюшки                                                                                            | 13.08.                                                                                            | 29 гв. с.д.                                                                                       | 10 гв. а.                                                                                         | 48                                                                                                | Смородинка                                                                                        | 16.08.                                                                                            | 42 и 146 с.д.                                                                                     | 33 и 49 а.                                                                                        |
| 33                                                                                                | Князево                                                                                           | 13.08.                                                                                            |                                                                                                   | 49 а.                                                                                             | 49                                                                                                | Стаи                                                                                              | 16.08.                                                                                            | 277 с.д.                                                                                          | 33 а.                                                                                             |
| 34                                                                                                | Козловка вблизи Павлиново                                                                         | 13.08.                                                                                            | 29 гв. с.д.                                                                                       | 10 гв. а.                                                                                         | 50                                                                                                | Старые Ближевичи                                                                                  | 16.08.                                                                                            | 371 с.д.                                                                                          | 10 а.                                                                                             |
| 35                                                                                                | Красный Городок                                                                                   | 13.08.                                                                                            | 247 с.д.                                                                                          | 10 а.                                                                                             | 51                                                                                                | Стребки                                                                                           | 16.08.                                                                                            | 42 с.д.                                                                                           | 33 а.                                                                                             |
| 36                                                                                                | Куземки                                                                                           | 13.08.                                                                                            |                                                                                                   | 49 а.                                                                                             | 52                                                                                                | Сутоки                                                                                            | 16.08.                                                                                            | 42 и 58 с.д.                                                                                      | 33 и 49 а.                                                                                        |
| 37                                                                                                | Куприно                                                                                           | 13.08.                                                                                            | 42 с.д.                                                                                           | 33 а.                                                                                             | 53                                                                                                | Тарьково                                                                                          | 16.08.                                                                                            |                                                                                                   | 49 а.                                                                                             |
| 38                                                                                                | Курьяново                                                                                         | 13.08.                                                                                            | 42 с.д.                                                                                           | 33 а.                                                                                             | 54                                                                                                | Терпилово                                                                                         | 16.08.                                                                                            | 144 с.д.                                                                                          | 33 а.                                                                                             |
| 39                                                                                                | Липовость                                                                                         | 13.08.                                                                                            | 277 с.д.                                                                                          | 33 а.                                                                                             | 55                                                                                                | Холмы                                                                                             | 16.08.                                                                                            | 144 с.д.                                                                                          | 33 а.                                                                                             |
| 40                                                                                                | Лог                                                                                               | 13.08.                                                                                            | 62 и 144 с.д.                                                                                     | 21 и 33 а.                                                                                        | 56                                                                                                | Чуваксино                                                                                         | 16.08.                                                                                            | 144 с.д.                                                                                          | 33 а.                                                                                             |
| 41                                                                                                | Маховички                                                                                         | 13.08.                                                                                            | 290 с.д.                                                                                          | 10 а.                                                                                             | 57                                                                                                | Широки                                                                                            | 16.08.                                                                                            | 146 с.д.                                                                                          | 49 а.                                                                                             |
| 42                                                                                                | Машистово                                                                                         | 13.08.                                                                                            | 371 с.д.                                                                                          | 10 а.                                                                                             | 58                                                                                                | Яблоново                                                                                          | 16.08.                                                                                            | 160 с.д.                                                                                          | 33 а.                                                                                             |
| 43                                                                                                | Малая Ковыльня                                                                                    | 13.08.                                                                                            | 371 с.д.                                                                                          | 10 а.                                                                                             | 1                                                                                                 | Обирог                                                                                            | 17.08.                                                                                            | 144 с.д.                                                                                          | 33 а.                                                                                             |
| 44                                                                                                | Малые Внегощи                                                                                     | 13.08.                                                                                            | 42 с.д.                                                                                           | 33 а.                                                                                             | 2                                                                                                 | Снопот                                                                                            | 17.08.                                                                                            | 160 с.д.                                                                                          | 33 а.                                                                                             |
| 45                                                                                                | Марково                                                                                           | 13.08.                                                                                            | 58 с.д.                                                                                           | 49 а.                                                                                             | 3                                                                                                 | Церковщина                                                                                        | 17.08.                                                                                            | 160 с.д.                                                                                          | 33 а.                                                                                             |
| 46                                                                                                | Могильная                                                                                         | 13.08.                                                                                            | 222 с.д.                                                                                          | 33 а.                                                                                             | 1                                                                                                 | Соболи                                                                                            | 18.08.                                                                                            | 70 с.д.                                                                                           | 33 а.                                                                                             |
| 47                                                                                                | Морозово                                                                                          | 13.08.                                                                                            | 42 с.д.                                                                                           | 33 а.                                                                                             | 1                                                                                                 | Кисели                                                                                            | 19.08.                                                                                            | 42 с.д.                                                                                           | 33 а.                                                                                             |
| 48                                                                                                | Морозовская Горка                                                                                 | 13.08.                                                                                            | 42 с.д.                                                                                           | 33 а.                                                                                             | 2                                                                                                 | Нестеры                                                                                           | 19.08.                                                                                            | 51, 62, 119 с.д.                                                                                  | 21 а.                                                                                             |
| 49                                                                                                | Новое Шопотово                                                                                    | 13.08.                                                                                            | 290 с.д.                                                                                          | 10 а.                                                                                             | 1                                                                                                 | Горские Хутора                                                                                    | 28.08.                                                                                            | 62 с.д.                                                                                           | 21 а.                                                                                             |
| 50                                                                                                | Новосёлки                                                                                         | 13.08.                                                                                            |                                                                                                   | 49 а.                                                                                             | 2                                                                                                 | Горы (Горки) вблизи Нестеры                                                                       | 28.08.                                                                                            | 95 с.д.                                                                                           | 21 а.                                                                                             |
| 51                                                                                                | Ново-Успенское                                                                                    | 13.08.                                                                                            | 29 гв. с.д.                                                                                       | 10 гв. а.                                                                                         | 3                                                                                                 | Колодези                                                                                          | 28.08.                                                                                            | 222 с.д.                                                                                          | 33 а.                                                                                             |
| 52                                                                                                | Новый Путь                                                                                        | 13.08.                                                                                            | 29 гв. с.д.                                                                                       | 10 гв. а.                                                                                         | 4                                                                                                 | Куркино                                                                                           | 28.08.                                                                                            | 42 с.д.                                                                                           | 33 а.                                                                                             |
| 53                                                                                                | Оболовка                                                                                          | 13.08.                                                                                            | 247 с.д.                                                                                          | 10 а.                                                                                             | 5                                                                                                 | Матвеевщина                                                                                       | 28.08.                                                                                            | 62 с.д.                                                                                           | 21 а.                                                                                             |
| 54                                                                                                | Овсюгино                                                                                          | 13.08.                                                                                            | 144 с.д.                                                                                          | 33 а.                                                                                             | 6                                                                                                 | Семёновка                                                                                         | 28.08.                                                                                            | 62 и 222 с.д.                                                                                     | 21 и 33 а.                                                                                        |
| 55                                                                                                | Оселье                                                                                            | 13.08.                                                                                            | 29 гв. с.д.                                                                                       | 10 гв. а.                                                                                         | 7                                                                                                 | Соколово                                                                                          | 28.08.                                                                                            | 62 с.д.                                                                                           | 21 а.                                                                                             |
| 56                                                                                                | Павлиново                                                                                         | 13.08.                                                                                            | 29 гв. с.д.                                                                                       | 10 гв. а.                                                                                         | 8                                                                                                 | Сычёво                                                                                            | 28.08.                                                                                            | 222 с.д.                                                                                          | 33 а.                                                                                             |
| 57                                                                                                | Парфёново                                                                                         | 13.08.                                                                                            |                                                                                                   | 49 а.                                                                                             | 1                                                                                                 | Алфёрово                                                                                          | 31.08.                                                                                            | 70 с.д.                                                                                           | 33 а.                                                                                             |
| 58                                                                                                | Песочня                                                                                           | 13.08.                                                                                            |                                                                                                   | 49 а.                                                                                             | 2                                                                                                 | Гречище                                                                                           | 31.08.                                                                                            | 277 и 290 с.д.                                                                                    | 49 а.                                                                                             |
| 59                                                                                                | Прилуки                                                                                           | 13.08.                                                                                            | 144 с.д.                                                                                          | 33 а.                                                                                             | 3                                                                                                 | Иловец                                                                                            | 31.08.                                                                                            |                                                                                                   | 49 а.                                                                                             |
| 60                                                                                                | Пронино                                                                                           | 13.08.                                                                                            |                                                                                                   | 49 а.                                                                                             | 4                                                                                                 | Новое Носково                                                                                     | 31.08.                                                                                            |                                                                                                   | 49 а.                                                                                             |
| 61                                                                                                | Прудищи                                                                                           | 13.08.                                                                                            |                                                                                                   | 49 а.                                                                                             | 5                                                                                                 | Обловка                                                                                           | 31.08.                                                                                            |                                                                                                   | 49 а.                                                                                             |
| 62                                                                                                | Пустая                                                                                            | 13.08.                                                                                            |                                                                                                   | 49 а.                                                                                             | 6                                                                                                 | Починок                                                                                           | 31.08.                                                                                            | 42 и 70 с.д.                                                                                      | 33 а.                                                                                             |
| 63                                                                                                | Пустовский Мох                                                                                    | 13.08.                                                                                            |                                                                                                   | 49 а.                                                                                             | 7                                                                                                 | Скоробы Миллера                                                                                   | 31.08.                                                                                            |                                                                                                   | 49 а.                                                                                             |
| 64                                                                                                | Радки                                                                                             | 13.08.                                                                                            | 222 с.д.                                                                                          | 33 а.                                                                                             | 8                                                                                                 | Скоробы Рагозина                                                                                  | 31.08.                                                                                            |                                                                                                   | 49 а.                                                                                             |
| 65                                                                                                | Ртинка                                                                                            | 13.08.                                                                                            |                                                                                                   | 49 а.                                                                                             | 9                                                                                                 | Скоробы хут.                                                                                      | 31.08.                                                                                            |                                                                                                   | 49 а.                                                                                             |
| 66                                                                                                | Садовая                                                                                           | 13.08.                                                                                            | 144 с.д.                                                                                          | 33 а.                                                                                             | 10                                                                                                | Старые Новики                                                                                     | 31.08.                                                                                            |                                                                                                   | 49 а.                                                                                             |
| 67                                                                                                | Светлый Путь                                                                                      | 13.08.                                                                                            |                                                                                                   | 49 а.                                                                                             | 1                                                                                                 | Земцы                                                                                             | 01.09.                                                                                            | 247 с.д.                                                                                          | 10 а.                                                                                             |
| 68                                                                                                | Сежиково                                                                                          | 13.08.                                                                                            |                                                                                                   | 49 а.                                                                                             | 2                                                                                                 | Искра                                                                                             | 01.09.                                                                                            | 338 с.д.                                                                                          | 49 а.                                                                                             |
| 69                                                                                                | Семенково                                                                                         | 13.08.                                                                                            | 42 с.д.                                                                                           | 33 а.                                                                                             | 3                                                                                                 | Лесковка                                                                                          | 01.09.                                                                                            | 338 с.д.                                                                                          | 49 а.                                                                                             |
| 70                                                                                                | Семишено                                                                                          | 13.08.                                                                                            | 277 с.д.                                                                                          | 33 а.                                                                                             | 4                                                                                                 | Михайловский                                                                                      | 01.09.                                                                                            |                                                                                                   | 49 а.                                                                                             |
| 71                                                                                                | Сергиевский                                                                                       | 13.08.                                                                                            | 290 с.д.                                                                                          | 10 а.                                                                                             | 5                                                                                                 | Никольское                                                                                        | 01.09.                                                                                            |                                                                                                   | 49 а.                                                                                             |
| 72                                                                                                | Слободка                                                                                          | 13.08.                                                                                            |                                                                                                   | 49 а.                                                                                             | 6                                                                                                 | Новинская Дача                                                                                    | 01.09.                                                                                            |                                                                                                   | 49 а.                                                                                             |
| 73                                                                                                | Смыково                                                                                           | 13.08.                                                                                            | 290 с.д.                                                                                          | 10 а.                                                                                             | 7                                                                                                 | Подлесное                                                                                         | 01.09.                                                                                            |                                                                                                   | 49 а.                                                                                             |
| 74                                                                                                | Спас-Деменск                                                                                      | 13.08.                                                                                            | 42 и 146 с.д.                                                                                     | 33 и 49 а.                                                                                        | 8                                                                                                 | Средний                                                                                           | 01.09.                                                                                            | 247 с.д.                                                                                          | 10 а.                                                                                             |
| 75                                                                                                | Стайки                                                                                            | 13.08.                                                                                            | 290 с.д.                                                                                          | 10 а.                                                                                             | 9                                                                                                 | Суборовка                                                                                         | 01.09.                                                                                            | 146 с.д.                                                                                          | 49 а.                                                                                             |
| 76                                                                                                | Субарь                                                                                            | 13.08.                                                                                            | 247 с.д.                                                                                          | 10 а.                                                                                             |                                                                                                   |                                                                                                   |                                                                                                   |                                                                                                   |                                                                                                   |
| Всего освобождено 217 населённых пунктов                                                          |                                                                                                   |                                                                                                   |                                                                                                   |                                                                                                   |                                                                                                   |                                                                                                   |                                                                                                   |                                                                                                   |                                                                                                   |

| Сводная таблица количества воинов, захороненных в братских и индивидуальных могилах Спас-Деменского района | Сводная таблица количества воинов, захороненных в братских и индивидуальных могилах Спас-Деменского района | Сводная таблица количества воинов, захороненных в братских и индивидуальных могилах Спас-Деменского района | Сводная таблица количества воинов, захороненных в братских и индивидуальных могилах Спас-Деменского района |
| Местонахождение и название могилы                                                                          | Захоронено всего                                                                                           | Известных                                                                                                  | Неизвестных                                                                                                |
| --- | --- | --- | --- |
| г. Спас-Деменск. Офицерское кладбище                                                                       | 567 | 567 | - |
| г. Спас-Деменск. Солдатское кладбище                                                                       | более 3140                                                                                                 | 3140 | нет данных                                                                                                 |
| г. Спас-Деменск. Городское кладбище. Индивидуальная могила Л. А. Кулика                                    | 1 | 1 | - |
| д. Активист. Братская могила                                                                               | 25 | 24 | 1 |
| п. Буднянский. Братская могила                                                                             | Более 1203                                                                                                 | 1203 | нет данных                                                                                                 |
| д. Высокое. Братская могила                                                                                | 131 | 31 | 100 |
| Гнездиловская высота. Братская могила                                                                      | 3460 | 2894 | 566 |
| д. Гридино. Братская могила                                                                                | 124 | 124 | - |
| с. Лазинки. Воинское захоронение                                                                           | 2930 | 2758 | 172 |
| д. Ломакино. Братская могила                                                                               | 107 | 107 | - |
| с. Любунь. Братская могила                                                                                 | 639 | 617 | 22 |
| д. Нестеры. Воинское захоронение                                                                           | 789 | 789 | - |
| д. Нестеры. Индивидуальная могила Б. А. Кривельского                                                       | 1 | 1 | - |
| х. Новоалександровский. Братская могила                                                                    | 566 | 537 | 29 |
| д. Понизовье. Братская могила                                                                              | 191 | 191 | - |
| с. Пятницкое. Воинское захоронение                                                                         | 418 | 399 | 19 |
| д. Слободка. Братская могила                                                                               | 548 | 548 | - |
| д. Снопот. Братская могила                                                                                 | 1550 | 1550 | - |
| Итого: | Более 16390                                                                                                | 15 481 | Более 909                                                                                                  |

1. Сокращения: а. — армия; гв. а. — гвардейская армия; с.д. — стрелковая дивизия; гв. с.д. — гвардейская стрелковая дивизия.
2. При расчёте боевых потерь использовались армейские оперативные сводки и журналы боевых действий. Приведённые итоговые данные не показывают потери в артиллерийских, танковых, авиационных, кавалерийских и других войсковых частях, участвовавших в боевых действиях. Также отсутствуют данные об умерших от ран в госпиталях.

### Публицистика
- Пермяков И. А., Фитисов А. И. Организация персонального учёта потерь личного состава боевых частей Западного фронта в ходе Спас-Деменской операции (7—20 августа 1943 г). // Военно-исторический журнал. — М., 2018. — № 4. — С. 38—43. — ISSN 0321-0626.
- Калашников М. Наступление наших войск в районе Спас-Деменска // Огонёк, 20 августа. — М., 1943. — № 33. — С. 1.
- Никольский А. На освобождённой земле // Знамя. — Калуга, 1946. — С. 19.
- Павлов М. Заканчивают сев // Газета «Коммуна». Орган Спас-Деменского райкома ВКП(б) и райсовета депутатов трудящихся. № 6, 30 сентября 1943 года. — Калуга, 1943. — С. 1.